# Altstadt (Düsseldorf)
Die Altstadt ist der flächenmäßig zweitkleinste der 50 Düsseldorfer Stadtteile und liegt im Stadtbezirk 1 am Rhein. Hier leben auf einer Fläche von 0,47 km² 2244 Einwohner. Die Bevölkerungsdichte beträgt 4774 Einwohner/km².
Die Altstadt ist das historische, politische und kulturelle Zentrum der Landeshauptstadt. Im Stadtteil befinden sich u. a. das Rathaus, die Kunstsammlung Nordrhein-Westfalen sowie die Kunstakademie Düsseldorf. Weite Teile der Altstadt sind Fußgängerzone mit zahlreichen Ladenlokalen und gastronomischen Einrichtungen. Auf einem halben Quadratkilometer ballen sich hier über 300 Kneipen, Diskotheken und Restaurants, die der Altstadt den im „Altbierlied“ besungenen Ruf der „längsten Theke der Welt“ eingetragen haben. Die Front der Altstadt zum Rhein bildet die Rheinuferpromenade. Nach Nordosten wird die Altstadt vom Hofgarten begrenzt, nach Süden geht sie in die Carlstadt über, nach Osten in den Stadtteil Stadtmitte.

## Geschichte

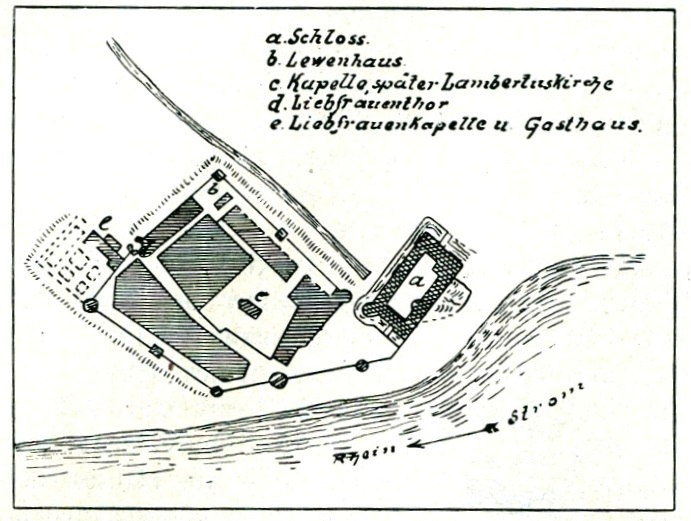
Düsseldorf mit Burg, 1288

Die Altstadt ist die Keimzelle der Stadt Düsseldorf, obwohl es ältere Ortsteile im heutigen Stadtgebiet gibt. In einer Urkunde von 1159 bestätigte Papst Urban IV. dem Stift der Heiligen Ursula in Köln, dass ein Einkommen aus „Dusseldorp“ in Höhe von fünf Schilling (Münze) gezahlt würde. In einer weiteren nicht datierten Urkunde vor 1190 verpfändete der Ritter Arnold von Tyvern seinen gesamten umfangreichen rechtsrheinischen Besitz für 100 Mark Silber an Graf Engelbert von Berg. Der Besitz betraf das Erbgut des Edelmannes mit Grundstücken in Holthausen, bei Wald, Monheim, an der Anger, Dusseldorp und Hummelgis. Vermutlich gehörte zu diesem Besitz auch ein Sahlhof, der im Bereich der späteren Burg lag. Das Pfand wurde nicht eingelöst und war damit Eigentum der Grafen von Berg. Der kleine Ort hatte Mitte des 13. Jahrhunderts bereits eine gewisse Bedeutung als Fähr- und Handelsstützpunkt zwischen den beiden Rheinufern. Nach der Schlacht von Worringen erhielt Düsseldorf am 14. August 1288 die Stadtrechte verliehen.
Zum Zeitpunkt der Stadterhebung 1288 waren nur einige Straßen und Gassen vorhanden. In einer Düsseldorfer Stadtskizze für 1288 und dem Gebiet zwischen Rheinufer, östlicher Stadtbegrenzung und Düssel mit dem südwestlich vorgelagerten Vorläufer der Burg der Grafen und späteren Herzöge von Berg sind eine Straße, die Altestadt, und drei Gassen eingezeichnet. Neben der Liefergasse, damals noch Leven- oder Löwengasse genannt, waren es nur zwei weitere Gassen, die ungefähr im Bereich der heutigen Lambertusstraße und Müller-Schlösser-Gasse dargestellt wurden. Weitere Hinweise und nach Meinung einiger Historiker deuten darauf hin, dass im Freiraum in der Skizze zwischen den Mauern und der Bebauung bereits die Krämerstraße vorhanden war, die allerdings damals nur auf ihrer Ostseite bebaut war. Diese Straße führte vom Südtor oder dem Vorläufer eines Burgtores bis zum Anfang der Altestadt. Dort soll auch die Lindentrappenpforte, das spätere Kohlentor, durch das man zum Rhein gelangte, gelegen haben. Einiges spricht dafür, dass diese zweite Straße tatsächlich vorhanden war, da der Zugang zum Burgtor oder auch der Stadt vom Südtor nicht nur über eine kleine Gasse erfolgt sein dürfte.
Der Ort war durch seine Lage zwischen drei natürlichen Gewässern gut geschützt. Im Westen lag der Rhein, im Süden die Düssel, im Norden ein Altrheinarm und im Osten war ein mit Wasser gefüllter Graben als künstliche Schutzeinrichtung vorhanden. Zusätzlich waren vermutlich Erdwälle vorhanden. Die Gesamtfläche innerhalb der Stadtmauer betrug nur 3,8 Hektar und die Länge der Mauer knapp 800 m. Für 1300 werden lediglich zwei Steinhäuser und 300 bis 400 Einwohner geschätzt.
Ob sich ein Hinweis von 1260 bereits auf eine Burg der Grafen von Berg in Düsseldorf bezog oder nur auf einen befestigten Sahlhof, ist nicht eindeutig zu klären. Allerdings wurden im Bereich der Fundamente Steine mit Steinmetzzeichen gefunden, die um 1150 am Niederrhein üblich waren. Weitere Hinweise auf ein Gebäude im späteren Baubereich der Burg, das bereits im 12. Jahrhundert errichtet wurde, liegen jedoch nicht vor. Noch 1246 in einer Vereinbarung, die vom Erzbischof von Köln Engelbert I. von Berg zwischen Irmgard von Berg, der Mutter, und ihrem Sohn Adolf IV. von Berg vermittelt wurde, war eine Burg in Düsseldorf nicht angeführt worden. Dagegen wurden in dieser Vereinbarung diverse bergische Burgen zwischen Irmgard und Adolf IV. aufgeteilt und auch Düsseldorf gehörte zu dem der Mutter zugesprochene Gebiet. Bauarbeiten an der Burg oder deren Vorläufer sind 1350 nachweisbar. Der erste urkundliche Nachweis einer Burg stammt von 1386 und betraf eine Verhandlung zwischen dem Kölner Erzbischof und Herzog Wilhelm II.
Die weitere Geschichte der Altstadt ist für viele Jahrhunderte weitgehend identisch mit der Geschichte Düsseldorfs.

## Entwicklung der Altstadt

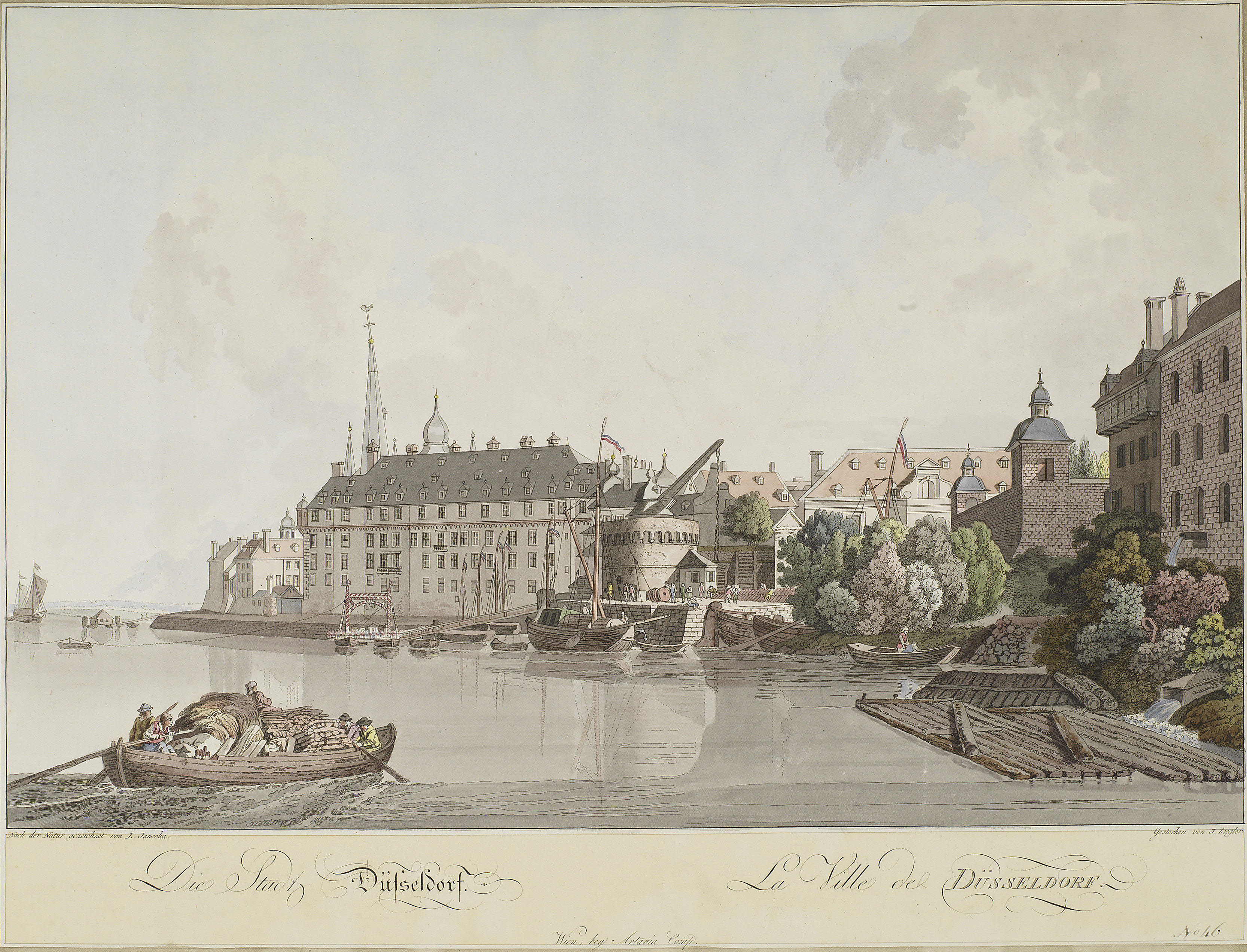
Blick von Süden auf das Düsseldorfer Schloss und seine Umgebung, die Hafeneinfahrt mit Rheinkran und Teile der Carlstadt, Radierung von Laurenz Janscha, 1798

### Allgemeines
Die Bezeichnung Altstadt wird in Düsseldorf überwiegend nicht nur für den aktuellen Stadtteil Altstadt, sondern auch für den jüngeren Stadtteil Carlstadt verwendet. Diese zusammengefasst sind das Gebiet zwischen der Rampe für die Oberkasseler Brücke im Norden, das Gebiet bis zum Schwanenspiegel im Süden sowie Heinrich-Heine-Allee und deren Verlängerung, die Breite Straße, im Osten. Dieser Bereich war weitgehend auch das Gebiet, das innerhalb der Befestigungsanlagen bis zu deren Schleifung lag. Aktuell sind dies im Stadtbezirk 1 neben weiteren die zwei Stadtteile Altstadt und Carlstadt. In der nachfolgenden historische Entwicklung dieser beiden Stadtteile wird die westliche Begrenzung, der Rhein, nicht angeführt. Kurz zusammengefasst verlief die Entwicklung dieses Stadtgebietes ab Erhebung zur Stadt wie folgt:
- Der Stadtumfang zum Zeitpunkt der Erhebung von Düsseldorf zur Stadt 1288 bestand aus dem Gebiet zwischen Krämerstraße, Altestadt, Liefergasse, einer kleinen Gasse im Bereich der Kirche und der Düssel, das durch von dem Bach Düssel gespeisten Wassergräben und Mauern geschützt war.[Anm. 4] Es folgte 1384 bis 1394 die erste Stadtvergrößerung mit der Vorstadt im Osten, der Bereich an der heutigen Ratinger Straße und die südlichen Gebiete mit der Neustadt bis zur Flinger Straße und der Erweiterten Neustadt zwischen Flinger Straße und Wallstraße. Im Osten waren diese Gebiete durch Mühlengasse und Neustraße begrenzt. Das nun erreichte urbane Gebiet war weitgehend identisch mit dem Stadtteil Altstadt. Die danach noch folgenden Erweiterungen liegen überwiegend in der Carlstadt.
- Mit der Errichtung der Zitadelle wurde das Stadtgelände ab der ersten Hälfte des 16. Jahrhunderts im Süden wieder vergrößert und deren urbane Erschließung und Bebauung begann etwa ab Mitte des folgenden Jahrhunderts.
- Um 1780 folgte eine weitere Vergrößerung durch die inzwischen erfolgte Vorverlegung der Befestigungsanlagen im Südosten der Stadt. Im Bereich der ehemaligen nun niedergelegten alten Abschnitte der Befestigungsanlagen wurde die Carlstadt errichtet. Nach der Schleifung aller Festungsanlagen Anfang des 19. Jahrhunderts ergaben sich für die Carlstadt im südlichen Bereich kleinere Erweiterungen.

Nachfolgend eine detailliertere Beschreibung der Entwicklung der beiden Stadtteile von den Anfängen der Besiedlung des Altstadtgebietes bis zur Gegenwart.

### Bis 1384

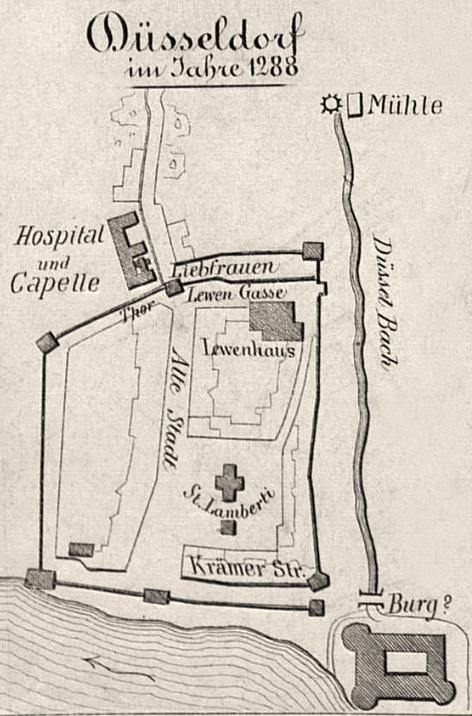

Für die Entwicklung der Altstadt war über Jahrhunderte die Herrschaft der Grafen und späteren Herzöge von Berg von großer Bedeutung. Nach dem Aussterben dieses Adelsgeschlechtes galt dies auch für die Rechtsnachfolger.
Von alten Gebäuden, die vor und zum Zeitpunkt der Stadtrechte vorhanden waren, ist nur weniges bekannt. Die erste urkundliche Erwähnung eines Stadttores stammt vom 13. September 1322. Vermutlich war dies das Liebfrauentor am Ende der Altestadt. Diesen Namen hatte der Vorläufer des späteren Ratinger Tores, das im Rahmen der ersten Stadterweiterung nach 1384 angelegt wurde. Vor dem Tor lag eine Marienkapelle, die Liebfrauenkapelle, die bereits 950 bestanden haben soll.
Im Bereich der Kapelle lagen Grundstücke, die bereits vor dem 14. Jahrhundert den Herren von Eller gehörten. Diese hatten neben der Kapelle zur Betreuung der Pilger eine Herberge errichtet, in der zeitweise auch Kranke behandelt wurden. In der Kapelle befand sich eine Statue von „unserer lieben Frau vom Himmelreich“, das überregional Auslöser von jährlichen Wallfahrten war und seit 1811 in der St.-Lambertus-Kirche aufbewahrt wird.
Eine weitere kleine Kapelle, Vorläufer der St.-Lambertus-Kirche, lag am späteren Stiftplatz und ist bereits 1159 nachweisbar. Zu diesem Zeitpunkt gehörte Düsseldorf noch zur Pfarrei Bilk. Erst 1206 erfolgte die Trennung und Bildung einer selbständigen Pfarrei für Düsseldorf. Die Kapelle wurde bis 1209 zur Hofkirche der Grafen von Berg ausgebaut. Ein Gebäude in der Liefergasse, das aktuell im Giebel als Baujahr 1288 anzeigt, wurde 1396 von Herzog Wilhelm von Jülich als „unser Haus, das geheissen ist das Lewenhaus“ angegeben. Es ist eines der wenigen Steinhäuser, das bereits im 13. Jahrhundert vorhanden war.
Nach der Verleihung der Stadtrechte verlief die weitere Entwicklung anfangs recht langsam. Freies Gelände innerhalb der Stadtbegrenzung mit den vorgelagerten Erdwällen wurde so weit wie möglich bebaut. Aus Platzmangel begann man später auch Gebäude vor den Stadttoren zu errichten. Dies betraf besonders das Gelände vor dem ersten Ratinger Tor, dem damaligen Liebfrauen Thor. Hier entwickelte sich eine kleine Vorstadt. Ein wichtiges Hindernis für eine Stadterweiterung war, dass den Grafen von Berg besonders im südöstlichen Gebiet vor der Stadt keine Grundstücke gehörten. Das Geschlecht der Ritter Haick von Vlingern war östlich vom Liebfrauen Thor Eigentümer umfangreicher Ländereien. Diese hatten aber erst 1335 den Graf Reinold von Geldern als ihren Lehensherrn für diese Gebiete anerkannt. Erst Wilhelm II. von Berg gelang es 1383 diese Ländereien im Tausch gegen Gelände in Mündelheim als Eigentum zu erwerben.
Unter Wilhelm II. von Berg begann nach Mitte des 14. Jahrhunderts für Düsseldorf eine Periode mit zunehmender Bebauung. Der Herrschaftsbereich der Grafen von Berg war inzwischen nach Norden durch die Erlangung der Hoheitsrechte über die Herrschaft Ravenstein 1397 vergrößert worden. Die Stadt lag damit nicht mehr wie anfangs am nordwestlichen Rand der Grafschaft Berg. Wilhelm II., der Düsseldorf zu seinem Hauptsitz wählte, wurde 1380 zum Herzog von Berg ernannt. Er baute die Burg zu seiner Residenz aus. Das beengte Areal innerhalb der ersten Stadtmauer behinderte eine weitere Bebauung. Folge war eine Vergrößerung des Stadtgebietes über die Mauer und die Erdwälle hinaus mit der Errichtung einer neuen Stadtmauer für ein vergrößertes Areal. Nicht nur die Burg, sondern auch die Hofkirche wurde vergrößert und zur St.-Lambertus-Kirche ausgebaut.
Um 1380 wurde das Rheinufer im Bereich vor der Burg reguliert und eine Werft angelegt. Da zu dieser Zeit auch der Rheinzoll von Duisburg nach Düsseldorf verlegt worden war, benötigte man hierfür ein Gebäude. Es wurde hierfür das sogenannte Ederhaus, ein Zoll- und Lagerhaus am Anfang von Altestadt und Krämerstraße errichtet. Auch der Pulverturm, der fast 300 Jahre später explodierte, soll in diesem Bereich der Stadtmauer bereits vorhanden gewesen sein.

### Nach 1384
Die Vergrößerung der Stadt nach 1384 erfolgte sowohl Richtung Osten, in der sich bereits eine Vorstadt in der Verlängerung der Straße Altestadt gebildet hatte, wie auch Richtung Süden. Wie bereits der alte Kernbereich erhielten auch die neuen Stadtgebiete zum Schutz eine Stadtmauer. Für die ab Ende des 14. Jahrhunderts erfolgte Erhebung eines Rheinzolls in Düsseldorf, wurde im Bereich des nördlichen Endes der Krämerstraße der Eckturm in der Mauer zum Zollturm erweitert. Nach der späteren Verlegung der Zollerhebung weiter südlich in den Bereich der Zollstraße wurde dieser Turm als Pulverlager benutzt und war während des Dreißigjährigen Krieges Ursache einer Katastrophe.
In einer Abbildung für die Stadt im 15. Jahrhundert sind neben dem alten Stadtkern folgende neue Stadtbereiche dargestellt: die bereits angeführte Vorstadt im Osten, eine Neustadt zwischen Düssel und Flinger Straße und eine Erweiterte Neustadt zwischen Flinger Straße und Wallstraße, die bereits ab 1394 angelegt wurde.

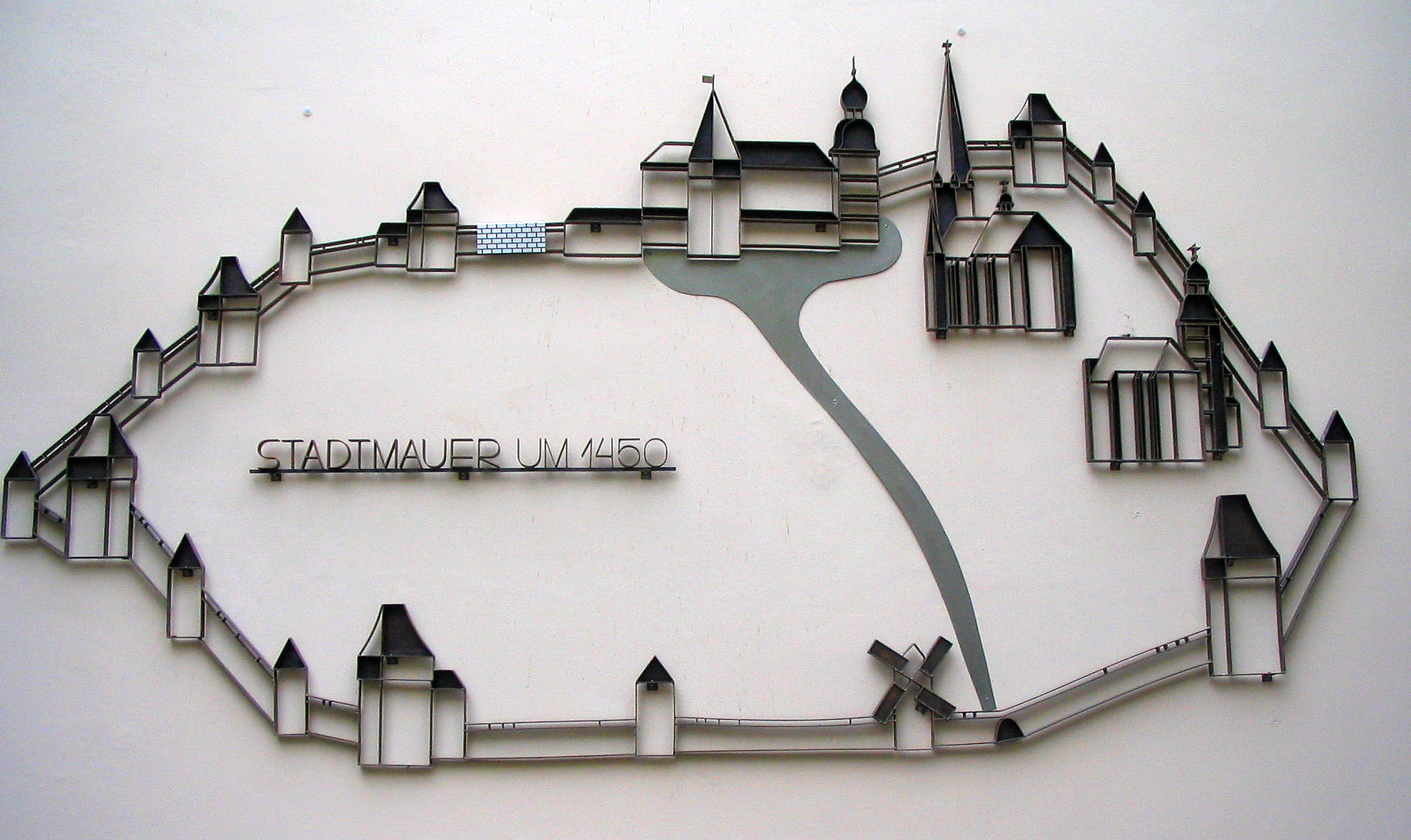
Plastik mit der Stadtmauer um 1450, linke Seite: Neustadt getrennt durch die Düssel von Altestadt mit Vorstadt (rechts)

Die Erweiterung des Stadtgebietes mit den neuen Befestigungen wurde, so zügig wie es die finanziellen Mittel erlaubten, durchgeführt. Zur finanziellen Erleichterung wurde beispielsweise den Bürgern der südlichen Stadterweiterung die Erhebung eine Steuerabgabe auf Fuhrwerke mit Handelsware in diesem Stadtbereich erlaubt. Für die Anlage und Unterhaltung der gepflasterten Wege und Brücken durfte mit Erlaubnis des Herzogs Wilhelm von Berg ab 1395 diese Abgabe auf durchfahrende Fuhrwerke erhoben werden.
Bereits 1396, zwei Jahre nach Baubeginn der Erweiterten Neustadt, wurde das neue Stadttor Berger Pforte urkundlich erwähnt. Die Flinger Pforte folgte 1408. Insgesamt wurden im Zuge der Stadterweiterung fünf neue Tore errichtet. Neben den beiden angeführten waren dies:
- Rheintor am westlichen Ende der Rheinstraße
- Zolltor am westlichen Ende der Zollstraße
- Ratinger Tor am östlichen Ende der Ratinger Straße

Die Lindentrappenpforte im Bereich Krämerstraße und Altestadt blieb bestehen und war ein sechstes Stadttor, das für 1394 belegbar ist. In den 1580er Jahren während des Kölner Krieges wurde das Tor aus Sicherheitsgründen verschlossen. Erst 1609 wurde auf ausdrücklichen Wunsch der Stadt, die hierfür eine Erlaubnis sowohl beim Kurfürst von Brandenburg wie auch beim Herzog von Pfalz-Neuburg beantragt hatte, die Pforte wieder geöffnet.
Ob das später Kohlentor genannte Tor an gleicher Stelle nur eine Namensänderung war oder ob eine neue einfachere Pforte in der Stadtmauer angelegt wurde, ist unter den Historikern strittig. Da der Nordwestbereich der Stadtmauer vor dem Rhein nach der Erweiterung der Befestigungsanlagen, durch eine neue vorgelagerte Bastion geschützt wurde, war ab deren Anlegung kein stark befestigtes Rheintor mehr erforderlich. Hermann Ritter führte in seinem Buch Zur Geschichte von Düsseldorf, nur fünf Stadttore ohne das Kohlentor an. Neben diesen allgemeinen Stadttoren hatte auch das Schloss eine Türe, die direkt zur Rheinwerft im Bereich nördlich des Zolltores führte.
Die Stadtmauer des ursprünglichen ältesten Stadtbereiches wurde nach der Stadterweiterung nicht sofort abgerissen und eingeebnet, sondern blieb einschließlich des Liebfrauentors am östlichen Ende der Altestadt weiter bestehen. Noch 1462 waren sowohl dieses alte Tor als auch das neue Ratinger Tor in Funktion.
Die durch die Erweiterung entstandenen insgesamt drei Stadtbereiche, der Alte Kernbereich, die Vorstadt in der Verlängerung der Straße Altestadt und im Süden die Neustadt mit ihrer Erweiterung bis zur Wallstraße, hatten anfangs jeweils eine eigene Verwaltung mit einem Bürgermeister und einem Bürgerhaus. Um 1427 tagte der Stadtrat vermutlich im alten Zollhaus an der Krämerstraße. Etwa ab 1470 residierten Bürgermeister und die Stadträte im Haus Ratinger Straße 6. Da dieses Haus aber 1500 von der Stadt verkauft wurde, musste der Stadtrat zum Marktplatz umziehen. Wahrscheinlich erwarb man 1545 für eine Erweiterung dort ein Haus.
Von den drei Stadtbereichen hatten nur zwei eine Kirche oder Kapelle; in der Neustadt gab es keine. Mit Unterstützung des Herzogs Wilhelm I. wurde im Bereich der südlichen „Neustadt“ um 1396 mit dem Bau einer weiteren Kirche begonnen. Diese lag auf einem Grundstück, das am Ende der Bolkerstraße vor der Hund(s)rückenstraße lag und das vom Herzog zur Verfügung gestellt wurde. Urkundlich ist diese Kirche für 1417 belegt, aber vor 1435 war sie bereits wieder abgebrochen worden. Vermutlich war der Bau der Kirche bis zu ihrem Abriss nicht völlig beendet worden.
Mit der Erweiterung wurden im vergrößerten Stadtgebiet viele der heutigen Altstadtstraßen angelegt. Die wichtigsten und bekanntesten sind: Bergerstraße, Bolkerstraße, Flinger Straße, Kurze Straße mit Andreasstraße, Markt mit Marktstraße, Mühlengasse mit Mühlenstraße und Ratinger Straße. Die zu dieser Zeit angelegten neuen größeren Straßen sind auch heute noch vorhanden, wenn auch die Commisariatsstraße nach 1738 in Akademiestraße umbenannt wurde und sich die Schreibweise der Hun(d)srückenstraße in ohne „d“ änderte.
Zwischen Schloss und der südlichen Düsselmündung lagen sowohl die kleine Bastion Rintgesort wie auch einige Häuser zwischen Rheinufer und der neuen Stadtmauer.
Dieser Uferbereich wurde Rheinort genannt und war für die Fischer und Rheinschiffahrt von Bedeutung. Bereits 1450 ist hier ein Schwimmkran für die Be- und Entladung der Frachtschiffe nachweisbar. Dieser wurde 1598 durch einen ortsfesten Kran, angebracht auf einen gemauerten Turm, am Rheinufer ersetzt. Der große Turm mit Kran, auf vielen alten Zeichnungen und Gemälden von Düsseldorf im Uferbereich dargestellt, wurde bis im 19. Jahrhundert für die Frachtschifffahrt verwendet.
1424 betrug die Anzahl der zinspflichtigen Gebäude im Bereich Alte Stadt 48, in der Vorstadt 25 und in der Neuen Stadt 76. Das Stadtgebiet war zu dieser Zeit somit noch nicht dicht bebaut. Zwischen den Gebäuden lagen noch bis etwa Mitte des 16. Jahrhunderts landwirtschaftlich genutzte Flächen.
Zu Beginn des 15. Jahrhunderts entsprach die Ausdehnung der Stadt etwa der des heutigen Stadtteils Altstadt. Die Zahl der Einwohner wurde auf etwa 3000 für Ende des 16. Jahrhunderts geschätzt. Mit der Vergrößerung der Altstadt und dem Zuwachs an Bewohnern stieg der Bedarf an Kirchen. Diese wurden meist im Zuge der Ansiedlung von Klöstern zusammen mit den Gebäuden als Klosterkirchen errichtet. Im 15. bis Anfang des 17. Jahrhunderts wurden folgende Kirchen neu angelegt:
- 1399 wurde die an der Ratinger Straße liegende Marienkapelle renoviert und 1443 dem Orden der Kreuzherren von Herzog Gerhard übergeben. Das angegliederte Gasthaus gehörte mit zur Schenkung, da dessen Betreuung vom Orden übernommen werden sollte.[41][Anm. 10] Von 1443 bis 1445 wurden vom Orden über der Kapelle eine neue zweischiffige Kirche, die Kreuzherrenkirche, und die Klostergebäude errichtet.[Anm. 11][42] Dabei wurde auch eine Volksschule für Jungen, die Kreuzbrüderschule, gegründet.[43]
- um 1621 die Klosterkirche der Ursulinen an der Ritterstraße mit den Klostergebäuden und der ersten Mädchenschule in der Stadt
- 1621–1624 Bau von Klosterkirche und Klostergebäude der Kapuziner an der Flinger Straße, die nach 1803 abgerissen wurden; Kirche und Gebäude lagen auf den Grundstücken Nr. 23–31.[44] Die Kirche war der hl. Magdalena gewidmet. 1639 wurde neben der Kirche eine Totenkapelle angelegt. Erweiterungen der Klostergebäude erfolgten 1641 und 1649. Wie bereits die Kosten für den Kirchenbau wurden auch die für die Klostergebäude weitgehend aus der herzoglichen Kasse finanziert.[45]
- 1622–1629 Bau der Kirche St. Andreas durch die Jesuiten im Bereich Ende Andreasstraße und vor dem aktuellen Kay-und-Lore-Lorentz-Platz

Bereits in der Urkunde zur Stadterhebung 1288 wurden zwei Güter mit Namen Die zwei Berge erwähnt. Ob diese mit den zwei Rittergütern, Der grosse Düsselstein und Isselstein, identisch sind, ist nicht eindeutig belegbar. Die Gebäude dieser beiden innerhalb der zweiten Stadtmauer liegenden Güter sind bis in das 18. Jahrhundert urkundlich nachweisbar und lagen im Bereich Anfang Mittelstraße bis zur Wallstraße. In einer Karte für den 28. Juni 1758 sind landwirtschaftlich bewirtschaftete Flächen sowohl vor dem Ratinger als auch vor dem Flinger Tor eingezeichnet.

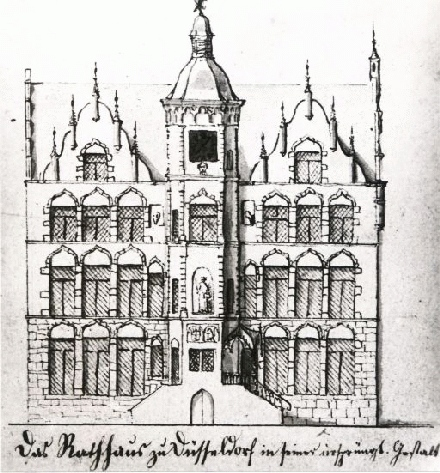
Altes Rathaus nach Errichtung

Da seit 1521 die Herzogtümer Jülich-Kleve-Berg vereinigt worden waren, entstand in Düsseldorf als Residenzstadt der Herzöge für zusätzliches Personal Bedarf an weiteren Gebäuden. Im 16. Jahrhundert wurde unter Wilhelm dem Reichen 1549–51 das Stadtschloss prächtig ausgebaut. Dieses war davor, besonders durch die Brände von 1492 und 1510 und die nachfolgenden einfacheren Ausbauten, in keinem repräsentativen Zustand mehr. Weiterhin ordnete der Herzog an, dass alle neuen Gebäude in der Stadt, sofern sie an der Straße lagen, aus Brandschutzgründen nur noch aus Stein gebaut werden durften. Weiterhin mussten die Dächer mit Tonpfannen statt Stroh gedeckt werden.
1545 wurde in einem vom Herzog am Stiftplatz zur Verfügung gestellten Gebäude das erste Gymnasium in der Stadt gegründet. In der Regierungszeit von Wilhelm dem Reichen erfolgte 1570–1573 auch der Bau des ersten Teiles des heutigen Düsseldorfer Rathauses mit roter Backsteinfassade. Für den Neubau wurde das um 1545 von der Stadt gekaufte ältere Gebäude nach 1567 ersetzt. Im Oktober 1570 beauftragten Bürgermeister mit Rat der Stadt den Meister Heinrich Tuschmann aus Duisburg mit den Mauerarbeiten für das Neue Rathaus. Es folgte im März 1572 noch ein weiterer Vertrag mit Tuschmann, in dem er auch mit allen weiteren Bauarbeiten für die Fertigstellung des Gebäudes beauftragt wurde. Da die Stadt nur begrenzte Mittel für den Bau des Gebäudes hatte, wurde der Herzog sowohl 1571 und 1572 mehrmals schriftlich um Unterstützung für die Finanzierung des Baus gebeten. Dieses neue Gebäude, das heutige „Alte Rathaus“, war der „erste Flügel“ an dem später noch zwei weitere „Flügel“ angebaut wurden. Damals grenzte das Rathaus westlich an ein Gebäude, in dem sich die Kurfürstliche Kanzlei befand. Beide Gebäude wurden später zum aktuellen Alten Flügel zusammengefasst.

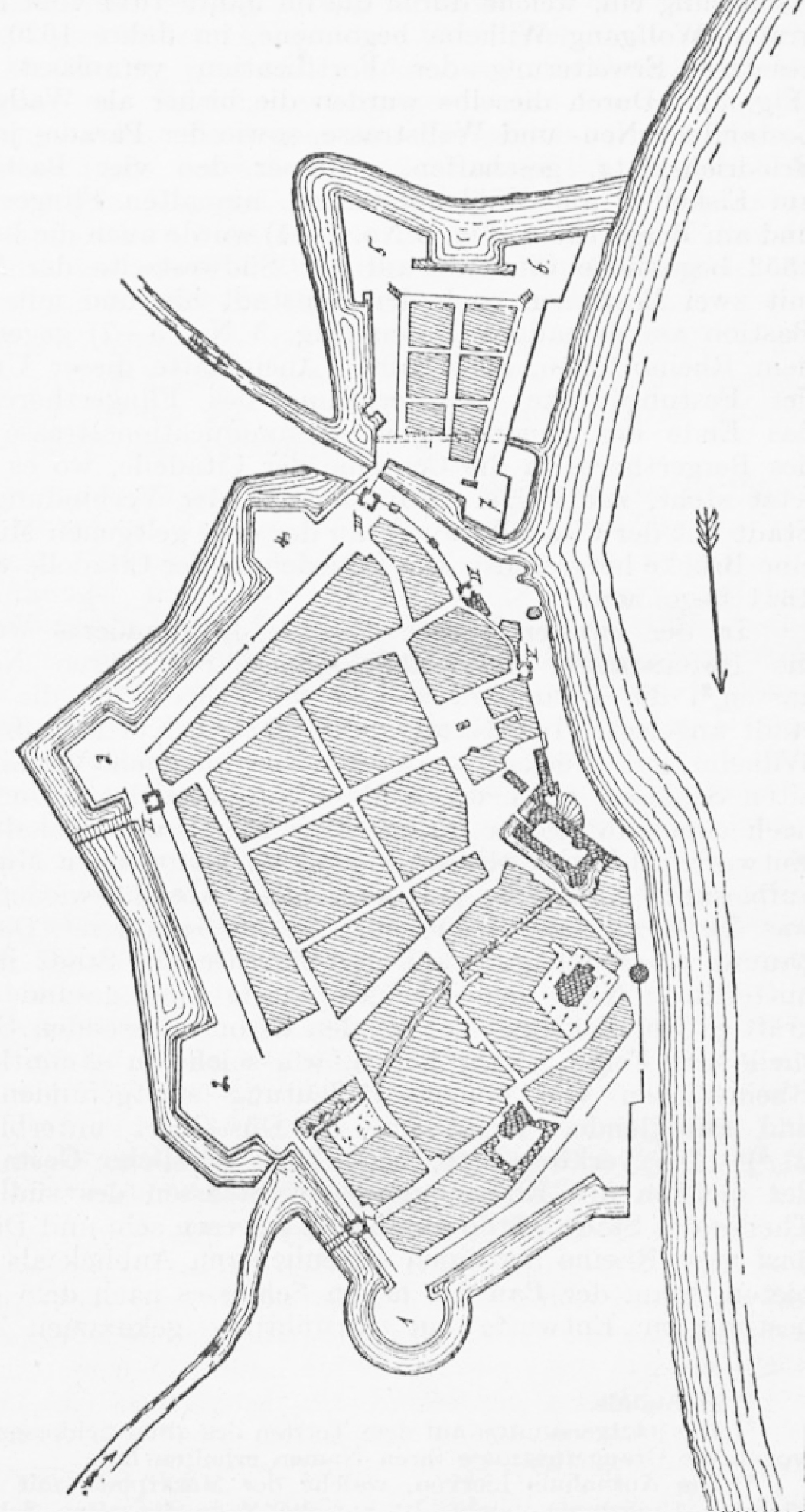
Düsseldorf um etwa 1600

Die Befestigungsanlagen wurden weiter verstärkt und 1538 wurde mit dem Bau der Zitadelle im Südwesten der Stadtbefestigung begonnen. In einer Stadtskizze für diese Zeit ist die Zitadelle bereits eingezeichnet, die Lage der Wassergräben vor den Befestigungsanlagen entsprechen aber weitgehend noch der ursprünglichen Anordnung. Die Wassergräben, ausgenommen die neuen im direkten Bereich der Zitadelle, verliefen damals vom Rhein über den späteren Bergerhafen, dem Maxplatz, der aktuellen nördlichen Bebauung des Carlsplatzes, kreuzten den Bereich der heutigen Mittelstraße und danach die Grabenstraße und Stadtbrückchen bis zum Stadtgraben. Bis auf den Hafenbereich wurden diese Gräben alle bis zum Stadtgraben verfüllt und neue südlich und östlich von der Zitadelle angelegt.
Das innerhalb der Stadtmauern liegende Gelände im Südwesten der Stadt wurde durch die Zitadelle vergrößert. Ein weiterer Ausbau zu einer Festungsstadt wurde in der Periode des Jülich-Klever Erbfolgestreites um 1614 unter Herzog Wolfgang Wilhelm vorgenommen. Im Zuge dieser Änderungen wurden auch Mittel- und Grabenstraße auf den aufgefüllten alten Wassergräben angelegt.
Der historische Bergerhafen, der zwischen Rhein und Hafenstraße lag, wurde im Zuge der Arbeiten für die Zitadelle und den Veränderungen an den Wassergräben vor den Festungsanlagen 1620 angelegt. Der Bau der Zitadelle war erst 1620 abgeschlossen. Mit der Fertigstellung der Zitadelle wurde zum selben Zeitraum auch die alte Berger Pforte, die bereits 1585 während des Kölner Krieges zugemauert worden war, abgerissen und durch das neu errichtete Berger Tor am Ende der Citadellstraße ersetzt. Neben der Citadellstraße entstanden in der ersten Hälfte des 17. Jahrhunderts auch Hafen- und Schulstraße. Die Besiedelung dieses neuen Stadtgeländes begann erst ab 1641.

### Nach 1648

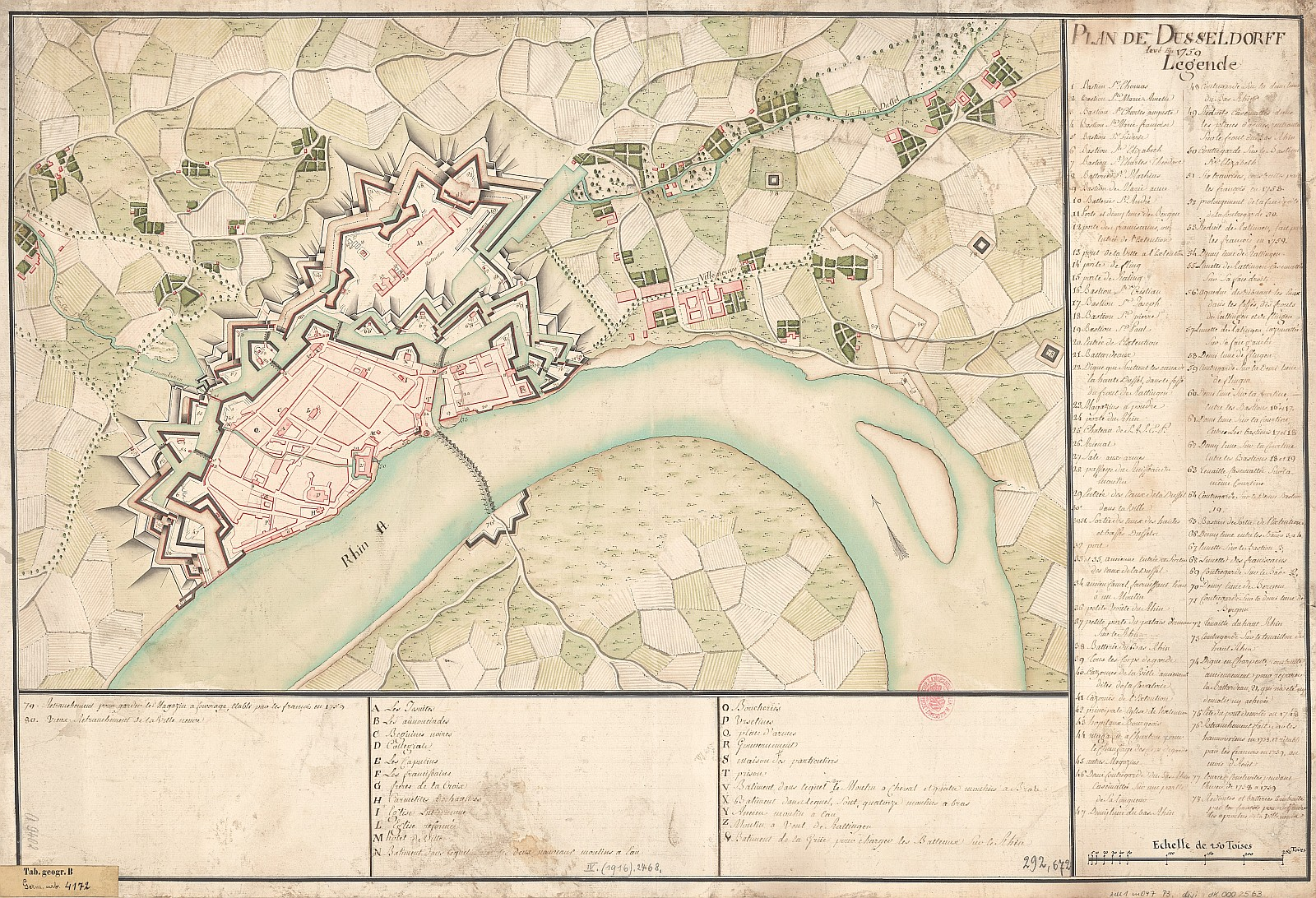
Festungsplan von 1759

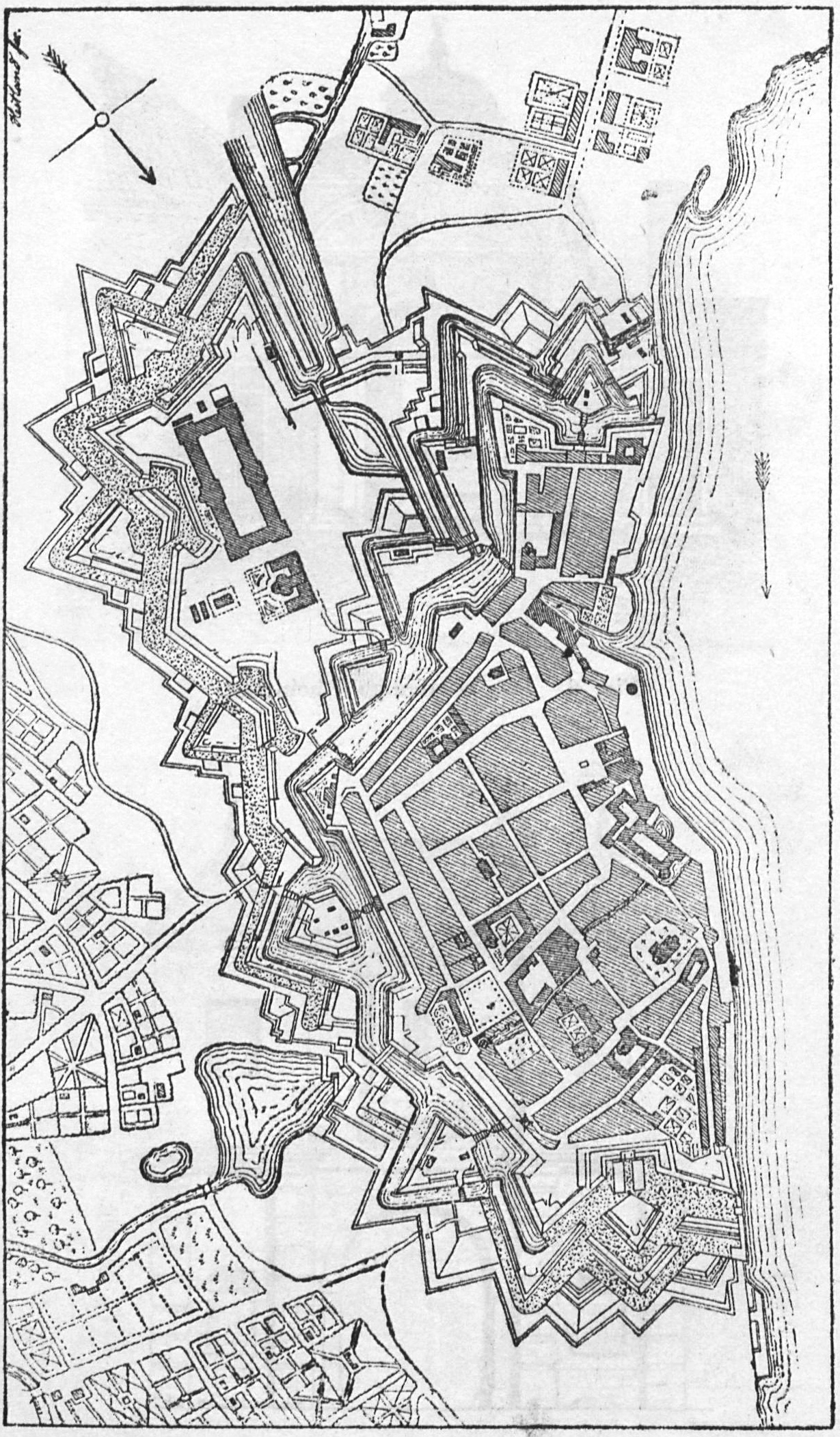
Stadtgebiet mit Verteidigungsanlagen 1764

Ab der zweiten Hälfte des 17. Jahrhunderts bis Ende des 18. Jahrhunderts, besonders während der Residenzzeit der Herzöge Philipp Wilhelm und Jan Wellem in Düsseldorf, wurden die nördlichen und südlichen Teile der Altstadt zwecks Bebauung für die steigende Bevölkerungszahl erweitert. Für 1658 wurde die Anzahl der Gebäude innerhalb der Stadtmauern mit 648 angegeben.
Im nördlichen Bereich der Stadt wurden Ritterstraße und die Ursulinengasse neu angelegt. Das Rheintor wurde umgebaut und mit Bastion Schaesberg und östlich davon Bastion Elisabeth-Augusta legte man vor den dortigen nördlichen Stadtmauern neue Schutzwerke an. Die alte Stadtmauer zwischen Altstadt und den neuen Bastionen wurde abgerissen und auf dem entstandenen freien Gelände die Reutherkasernen und das Zeughaus errichtet. Im Bereich Ratinger und Flinger Tor wurden die Festigungswerke Bastion Friedericus (Mühlenbastion) und Bastion Maria Franziska (Flinger Bastion) mit einer dazwischen liegenden Ravelin neu angelegt.
Im Bereich der Zitadelle entstand an der westlichen Stadtmauer zwischen Schul- und Bäckerstraße der ältere Teil der Dammstraße.
Unter Jan Wellem wurde eine größere Stadterweiterung einschließlich eines neuen Stadtschlosses geplant. Beides kam jedoch nicht mehr zur Ausführung, da einerseits die finanziellen Mittel dafür fehlten und andererseits der Herzog relativ früh starb. Begonnen wurde aber in den letzten Regierungsjahren mit dem Bau neuer Gebäude für die kurpfälzische Verwaltung. Durch die Zitadelle war die Stadtmauer an der Commisariatstraße, die zwischen Rheintor und Hafenstraße lag, nicht mehr erforderlich. Die Mauer wurde abgerissen und auf dessen Bereich zwischen 1709 und 1713/14 das Hondheimsche Palais, ein Doppelgebäude, errichtet.
In diesem Gebäude waren Geheime Kammerkanzlei, Generalkriegskommissariat und die kurpfälzische Münze anfangs untergebracht. Mitte des 18. Jahrhunderts war der Freiherr von Hondheim (auch Hontheim oder Hundheim geschrieben) Eigentümer des Palais und ab 1773/77 wieder die Kurpfalz. Der Gebäudeteil im Bereich des Rheintors wurde ab 1752 als Gefängnis und der Teil an der Hafenstraße ab 1783 als Kunstakademie benutzt. Letztere Nutzung war Grund für die Umbenennung der anliegenden Straße in Akademiestraße.
Im Südosten vor der Altstadt und deren Befestigungsanlagen wurden diese durch einen zweiten vorderen Verteidigungsbereich erweitert. Innerhalb des hierdurch entstehenden neuen Geländes vor den bisherigen Wällen entstand ein größeres Kasernengelände mit einer 1735 errichteten Infanterie-Kaserne. Für das „Hospital zur heiligen Anna“ von der Flinger Straße wurden ab 1707 bis 1709 in diesem Gebiet neue Gebäude errichtet. Da der bereits von Herzog Gerhard von Berg 1444 gegründete und von Jan Wellem wieder aktivierte Hubertusorden das Hospital finanziell unterstützte, erfolgte für den Neubau eine Namensänderung in Hubertus-Hospital. Eine zu diesem Hospital gehörende kleine Kapelle wurde bis 1735 zur Kirche St. Anna erweitert.
Durch den Kasernenbau wurden die bei den Bewohnern der Stadt sehr unbeliebten „Einquartierungen“ bei Kriegswirren nicht mehr notwendig. Der Zugang zu diesem neuen Verteidigungsbereich mit Kaserne, der vor noch zu dieser Zeit vorhandenen alten Wassergräben und Stadtmauer lag, erfolgte von der Stadt aus nur über ein „Kasernenbrückchen“, das später „Stadtbrückchen“ genannt wurde. Im Bereich der neuen südöstlichen Stadtmauer wurde für den Zu- und Abgang zu diesen neuen Stadtbereich ein weiteres neues Stadttor, Benrather Tor genannt, angelegt.
Die Nachfolger von Jan Wellem, die Herzöge Karl Philipp und Carl Theodor, hatten ihre Residenz nicht mehr in Düsseldorf, sondern in Mannheim. Trotzdem erfolgten besonders unter Herzog Carl Theodor in der Stadt umfangreiche Veränderungen. Ab 1755 wurde das Stadtschloss aufwendig restauriert. Ebenfalls in der Regierungszeit dieses Herzogs wurden die Befestigungsanlagen weiter ausgebaut und das umschlossene Stadtgelände dabei im südlichen Bereich erheblich vergrößert. Mauer und Wälle der alten Stadtbefestigung im Bereich der Wallstraße wurden dafür 1787 geschleift. Am 7. September des gleichen Jahres wurden in einer Bekanntmachung des Herzogs zusätzliche Grundstücke zum Kauf für eine Bebauung angeboten. Die Gebäude mussten innerhalb von drei Jahren gebaut und Fundamente und Keller bis „vor Ende Julius 1788“ fertiggestellt sein. Bereits bis 1791 waren 86 Häuser errichtet worden.
Die Grundstücke gehörten zu dem Gelände, das im Bereich der ehemaligen Berger- und Flinger-Bastion lag. Es entstand dort die Carlstadt, die auf dem Areal der in diesem Bereich abgerissenen Befestigungsbauten angelegt wurde. Sie gehört deshalb nicht zur historischen Altstadt, wenn sie auch von den meisten Düsseldorfern mit zur „Altstadt“ gezählt wird. Der Bereich zwischen Schulstraße und Bäckerstraße, der innerhalb der Zitadelle lag, gehörte bereits vor dieser letzten Erweiterung der Befestigungsanlagen zum Stadtgebiet und war schon bebaut. Er gehört damit zum älteren Teil, wird aber trotzdem der Carlstadt zugerechnet. Neben Carlsplatz wurden folgende bekannteren Straßen in der Carlstadt neu angelegt: Bastionstraße, Bilker Straße, Hohe Straße und Kasernenstraße. Für die Anbindung der Carlstadt wurde 1788 die Mittelstraße neu angelegt und hierfür einige Gebäude des Klosters der Kapuziner im Bereich der Flinger Straße abgerissen.

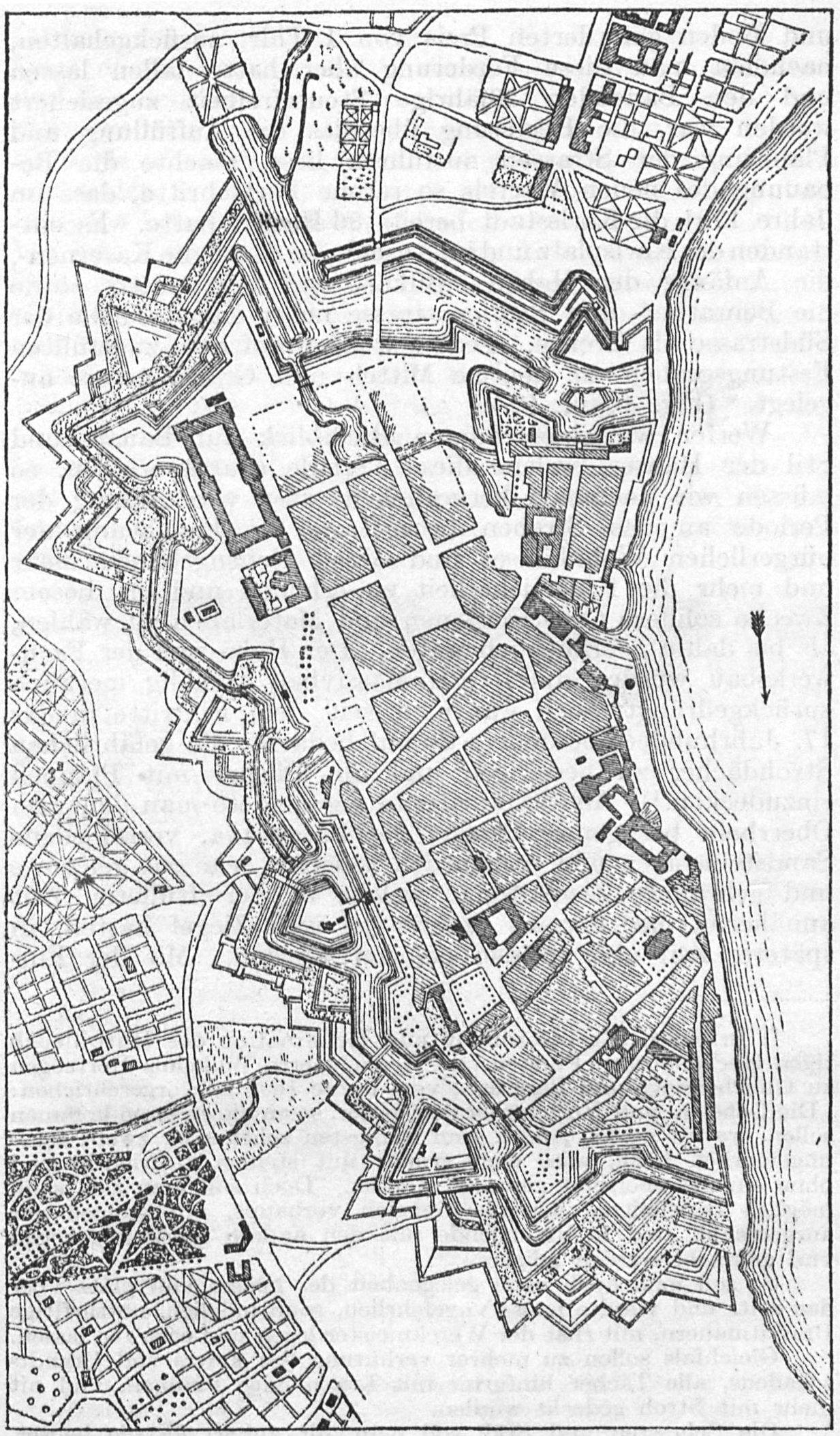
Stadtgebiet nach Anlegung der Carlstadt 1796

Durch die Erweiterung und zusätzliche Bebauung stieg der Bedarf an Kirchen in dieser Zeitperiode weiter an. Es kam zu folgenden neuen Kirchenbauten:
- 1649 Bau des Klosters der Cellitinnen mit Klosterkirche an der Hunsrückenstraße.
- ab 1655 Bau der St.-Antonius-Kirche, einer kleinen Klosterkirche und eines Klosters für die Franziskaner, gegenüber der Ecke Hafen- und Schulstraße. Die Kirche war schnell zu klein und wurde 1734–1737 zur aktuellen Stadtkirche umgebaut und mit dem Kloster vergrößert.[67] Am 16. Juli 1805 wurde diese Kirche mit einem Erlass des Kurfürsten in St.-Maximilian-Kirche umbenannt, allgemein nur als Maxkirche bezeichnet.[68]
- 1701 Bau von Kloster und Kirche der Cölestinerinnen an der Ratinger Straße, diese wurden 1794 durch Artilleriebeschuss der Stadt stark beschädigt und später mit den Klostergebäuden bis auf ein Fassadenteil abgerissen.
- 1712–1716 wurde die Josephskapelle auf der Altestadt errichtet; gleichzeitig wurden neue größere Klostergebäude für das Kloster der Karmelitinnen gebaut; ab 1831 wurden die Gebäude des ehemaligen Klosters für das Theresien Hospital verwendet.
- 1735 wurde die Kirche St. Anna des kurfürstlichen Hubertusspitales im Bereich des neuen Kasernengeländes zwischen erstem und zweitem Verteidigungsbereich eingeweiht.[69][Anm. 14] Das Spital für die Behandlung kranker Zivilisten wurde später in die Neustadt in das Hubertus-Stift verlegt und für das Militär der bisherige Bereich der Krankenpflege in ein Garnison-Hospital umgewandelt.[70] 1770 wurde die Kirche als Garnisonskirche St. Anna den dortigen Kasernen zugeordnet. Bei der Umgestaltung des Gebietes an der Kasernenstraße wurde 1906 auch die Kirche abgerissen.

Neben diesen katholischen Kirchen wurden auch für die Minderheit der evangelischen Christen (Lutheraner und Reformierte) in der Altstadt je eine Kirche gebaut. Diese mussten entsprechend der damaligen Vorschriften im Herzogtum in Hinterhöfen angelegt werden. Wie gering Mitte des 17. Jahrhunderts der Anteil der Nichtkatholiken in der Bevölkerung war, zeigte eine Zählung von 1658. Zu diesem Zeitpunkt wohnten in der Stadt 13.848 katholische, 707 reformierte und 213 lutherische Christen.
Es wurden gebaut:
- 1683–1687 sowohl die Berger Kirche im Bereich Berger Straße und Wallstraße, wie auch gleichzeitig die Neanderkirche zwischen Bolker- und Andreasstraße
- Als erste Synagoge wurde im Bereich der Altstadt die 1792 eingeweihte Alte Synagoge an der Kasernenstraße errichtet. Diese lag damit in der Carlstadt.

Da die Kurfürsten nach Jan Wellem in Düsseldorf nicht mehr ihre Residenz hatten, ergaben sich einige Änderungen. In der zweiten Hälfte des 18. Jahrhunderts, und zwar von 1760 bis 1766, wurden auf der Mühlenstraße ein neuer Marstall und eine Residenz für die Statthalter der Kurfürsten gebaut. Hierfür wurden diverse Gebäude, darunter das alte Opernhaus und der baufällig gewordene alte Marstall abgerissen. Während der Marstall wie Schloss und einige Gebäude bereits 1794 durch ein kurzes Bombardement der Stadt abbrannten, wurde die Residenz erst zu Beginn des 20. Jahrhunderts abgerissen.
Im Bereich des heutigen Marktplatzes wurde 1746–1747 neben dem Grupellohaus als Ersatz für das alte Opernhaus ein Komödienhaus errichtet. Wegen der Erweiterung der Stadt um die neue „Carlstadt“ im Südosten erstand Bedarf diesen Stadtbereich durch ein weiteres Tor für den Zu- und Ausgang an das Umland anzuschließen. Östlich vom Bergertor wurde ein weiteres Stadttor, das Benrather Tor, neu angelegt über das die südlichen Gebiete Richtung Benrath erreichbar waren.

### Ab 1800

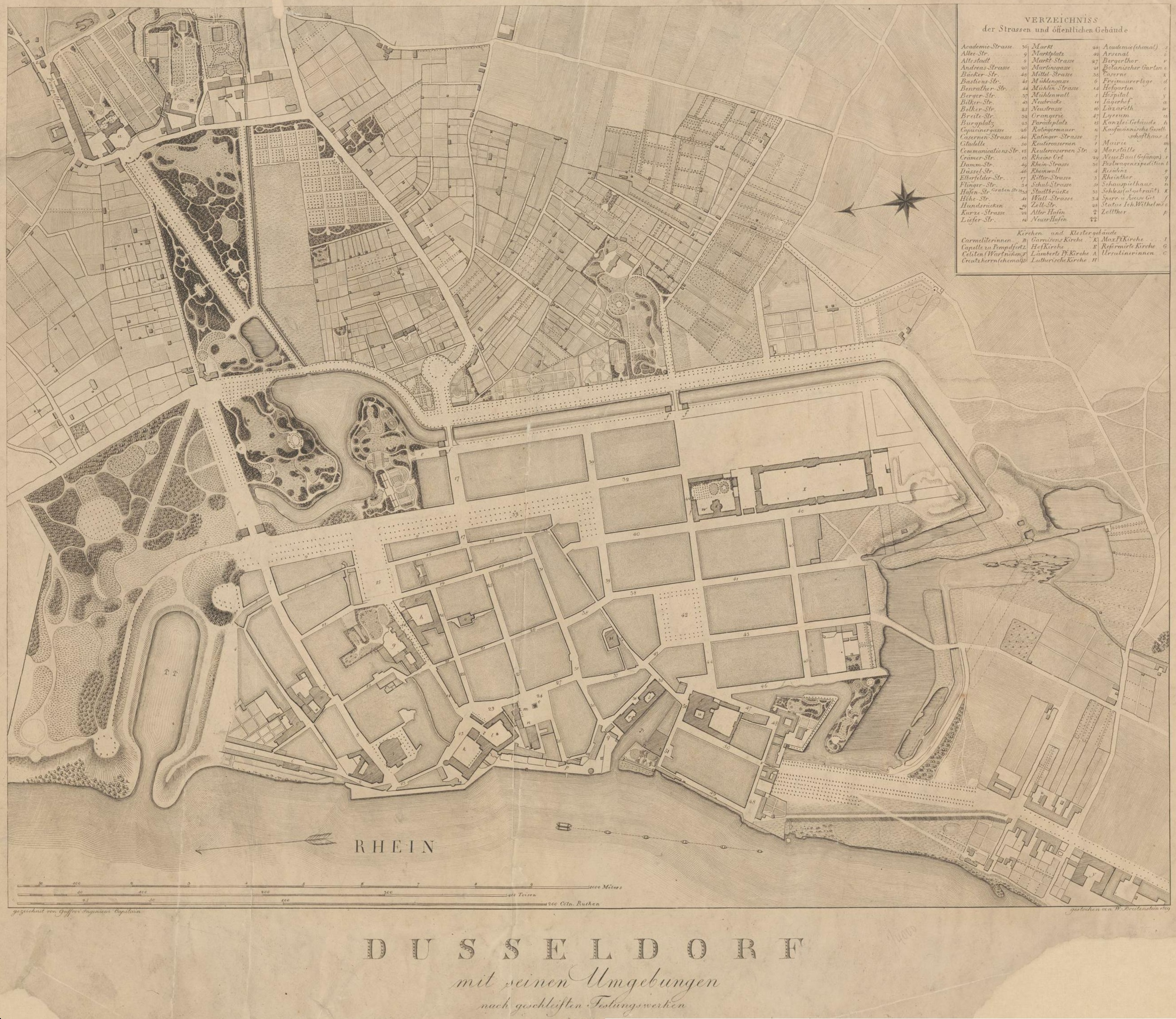
Der Plan von der Stadt Düsseldorf und ihren nächsten Umgebungen zeigt die Altstadt samt Carlstadt zu Beginn des 19. Jahrhunderts nach der Schleifung der Befestigungsanlagen und der Beginn der Umgestaltung zu Parks und Promenaden nach dem Schema des Englischen Landschaftsgartens.

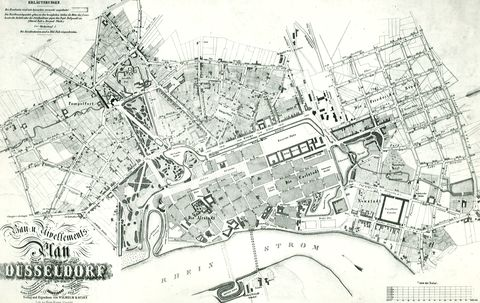
Darstellung der ersten planmäßigen Stadterweiterungen im 19. Jahrhundert: Bau- und Nivellements-Plan über die Erweiterung der Stadt Düsseldorf, 1854

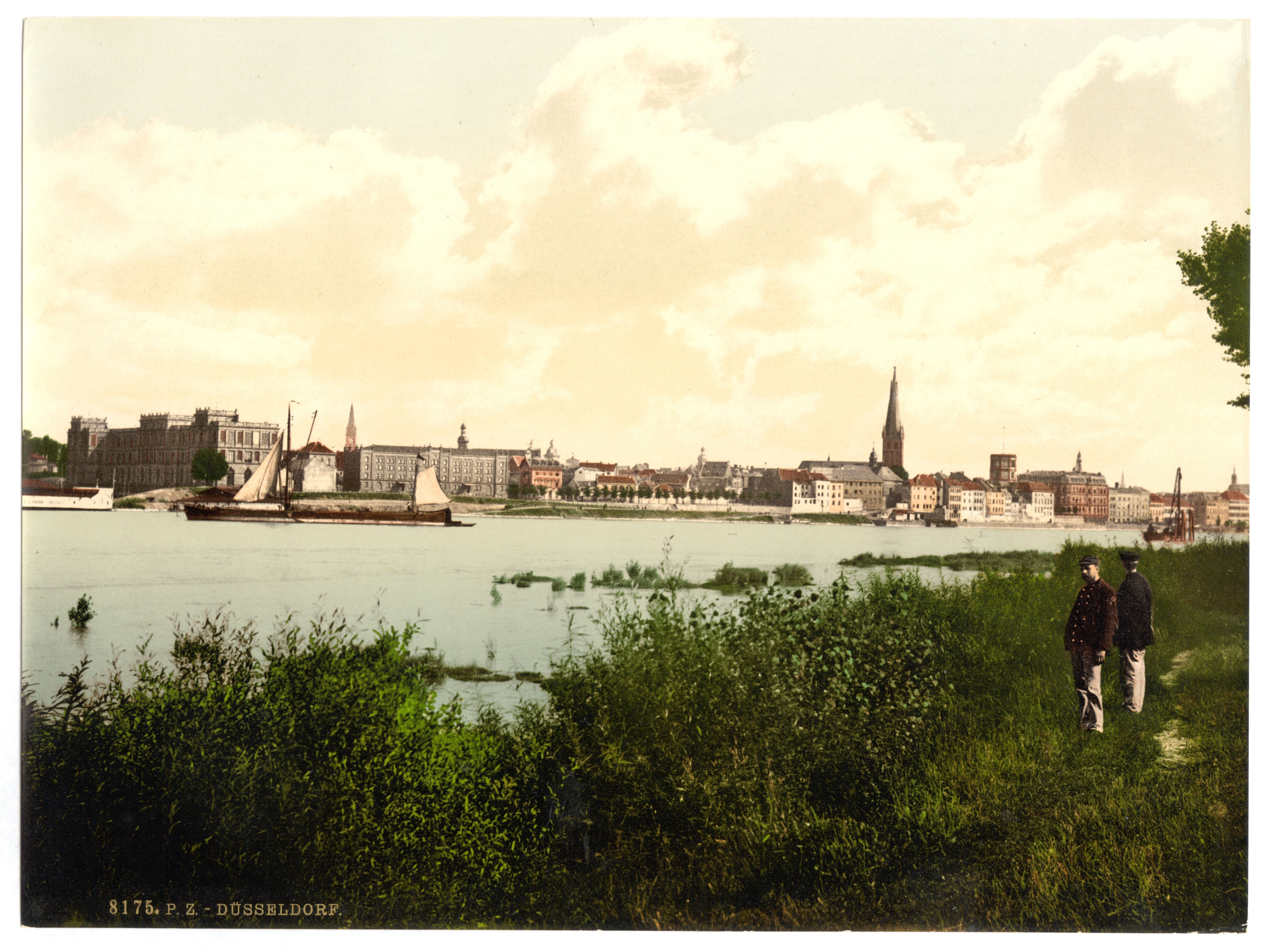
Rheinuferfront der Altstadt zur Zeit des Baubeginns der Oberkasseler Brücke, um 1896

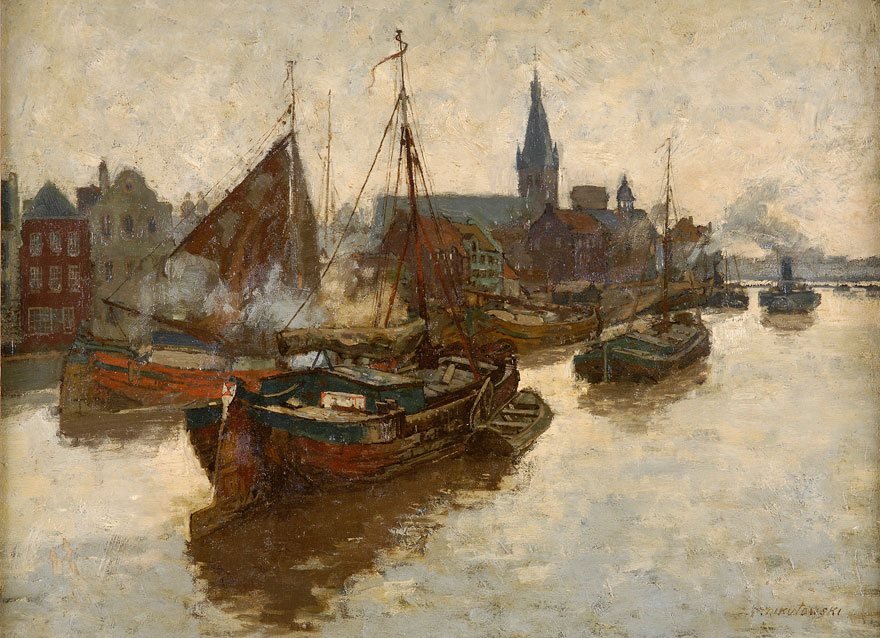
Blick von Nordwesten auf die Altstadt vor der Rheinufervorschiebung 1898–1902: Alt Düsseldorf, Gemälde von Erich Nikutowski, um 1900

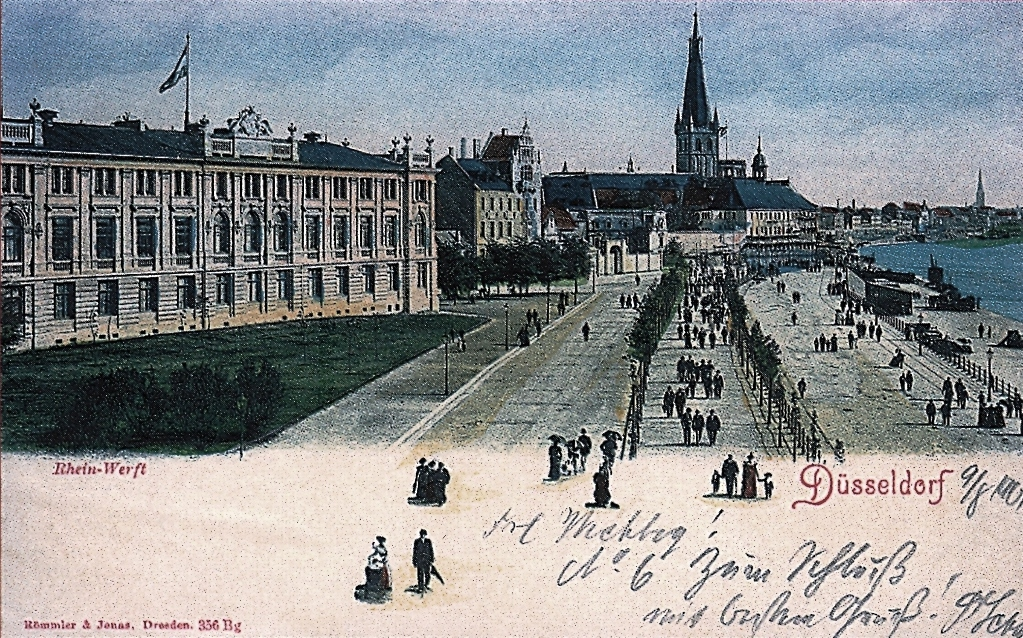
Blick von Norden auf die Altstadt nach der Rheinufervorschiebung, Postkarte nach 1900

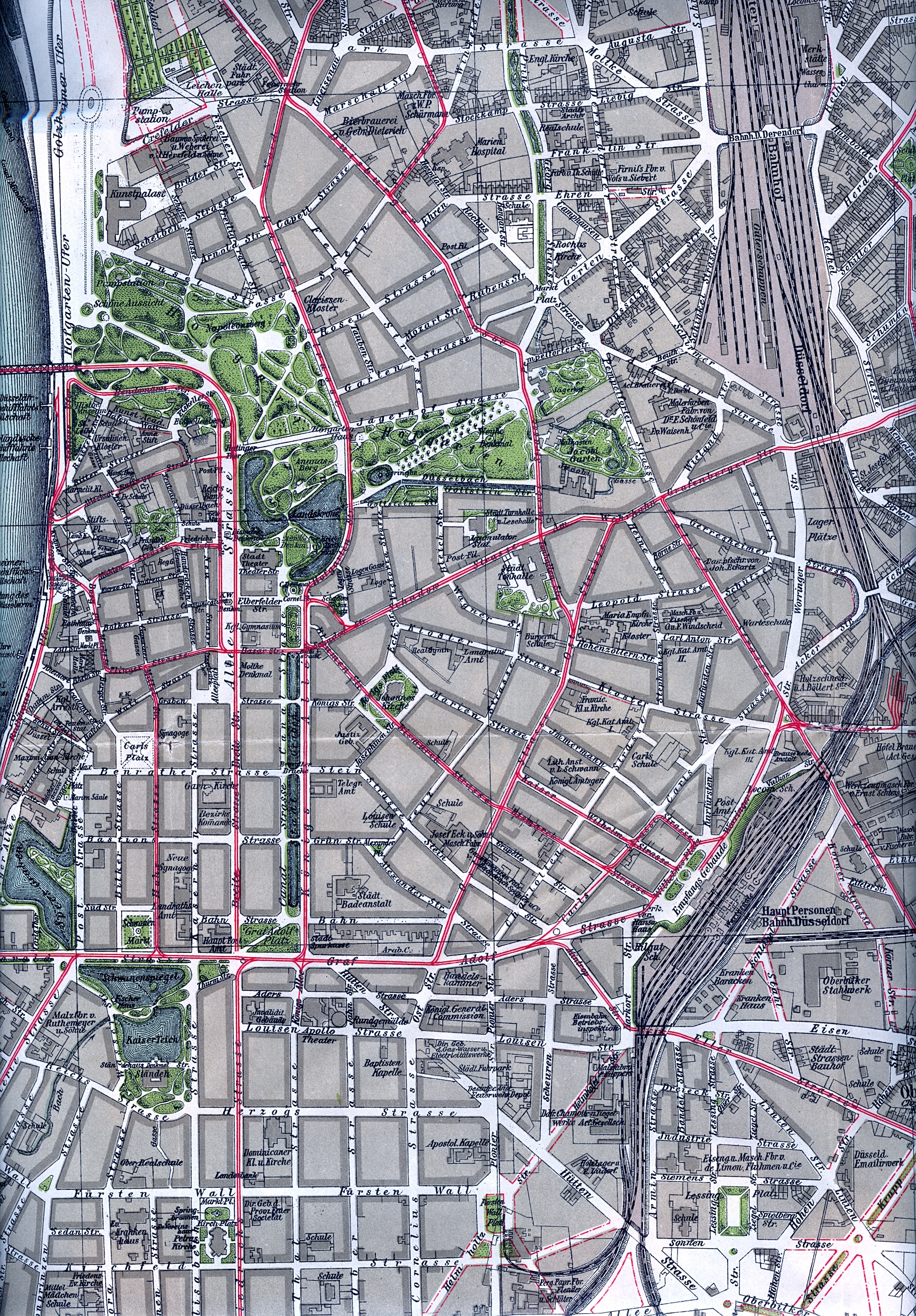
Düsseldorf in einem Stadtplan von 1903: Die Altstadt ist in der durch Industrialisierung boomenden Großstadt, die sich als „Schreibtisch des Ruhrgebiets“ begriff, nur noch ein Stadtteil.

1801 im Frieden von Lunéville war vertraglich vereinbart worden, dass die im Ersten Koalitionskrieg demolierten Befestigungsbauwerke nicht wiederhergestellt werden durften. Kurfürst Maximilian Joseph beauftragte eine Kommission mit der Schleifung und Umgestaltung dieser Flächen. Im Zuge der einsetzenden Umgestaltung wurden die Stadtmauer und die beiden Stadttore an der Flinger- der Ratinger Straße abgebrochen. Als Ersatz für das Ratinger Tor wurde jedoch ab 1811 das neue aktuelle Tor weiter östlich neu errichtet. Neben Zolltor blieb auch das Berger Tor vorerst stehen. Letzteres wurde zur Verbesserung der Verkehrssituation 1895 abgerissen. Das Zolltor folgte 1901, als für den Bau der neuen Rheinuferpromenade Platz benötigt wurde. Durch den Abriss von Mauern, Wällen und Toren ab Anfang des 19. Jahrhunderts wurde die Stadt zum Umland hin geöffnet und der Anschluss an die bereits teilweise bebauten und angrenzenden heutigen Stadtteile Pempelfort, Stadtmitte, Friedrichstadt und Unterbilk, wenn man die Carlstadt mit zur Altstadt zählt, hergestellt.
Die Festungsanlagen umschlossen die Altstadt einschließlich Carlstadt und gehörten damit nicht zu deren urbanen Bereich. Weite Teile der nordwestlichen und mittleren Festungsanlagen wurden zu Parkgelände umgestaltet und mit dem bereits zwischen Schloss Jägerhof und dem Bereich des Ratinger Tors bestehenden Stadtpark zu dem aktuellen Hofgarten zusammengelegt. Das Ratinger Tor wurde abgerissen und das heutige in der Verlängerung der Ratinger Straße namensgleiche Tor errichtet. Die im südöstlichen Teil bereits vorhandenen Kasernen mit Exerzierplatz wurden während der Franzosenzeit renoviert und stark in Anspruch genommen. Teile des südlichen Bereiches waren nach der Schleifung für längere Zeit zuerst ein Ödbereich, das sogenannte Kacheloch gehörte zum Beispiel hierzu, bevor ab etwa Mitte des 19. Jahrhunderts dieser Teil auch städtebaulich erschlossen wurde.
Neue Straßen entstanden für die Altstadt nur im Bereich der Befestigungsanlagen, soweit diese Verbindung zu den bereits vorhandenen alten Straßen der Altstadt hatten. Dies waren die Heinrich-Heine-Allee und die Breite Straße, diese damals jedoch nur bis zur Benrather Straße. Für den Anschluss der östlichen Stadtgebiete mit der alten Kernstadt wurde 1807 eine neue Brücke über den Stadtgraben gebaut. Über diese gelangte man über die Benrather Straße direkt in die Carlstadt.
Nördlich der Altstadt wurde in der Franzosenzeit ab 1811 ein neuer und größerer Hafen, der Sicherheitshafen, angelegt. Er bot Platz für fünfzig Schiffe. Der Bergerhafen, der diese Sicherheitsfunktion bisher übernommen hatte, wurde hierfür nicht mehr benötigt. Er diente nun überwiegend als Verkaufsplatz für Obst und Kartoffeln. Diese Nahrungsmittel wurden auf „Oberländischen-Nachen“ angeliefert und zum Kauf „ab Schiff“ angeboten.
Nachdem der Gesamtplan für die Änderungen nach der Schleifung der Verteidigungsanlagen durch die preußische Regierung 1831 genehmigt worden war, wurde der Berger Hafen durch einen Damm vom Rhein abgetrennt und aufgefüllt. Die Dammstraße, die vorher an der Schulstraße begann, konnte dadurch bis zur Rheinstraße verlängert werden.
Dadurch, dass Düsseldorf nach 1813 keine Residenzfunktionen mehr hatte, fehlten zu Anfang des 19. Jahrhunderts Wachstumsimpulse. Die Stadt gehörte von 1820 bis 1872 zum „Kreis Düsseldorf“ und war in dieser Periode keine kreisfreie Stadt mehr.
Zu einer deutlichen Verbesserung der wirtschaftlichen Situation der Stadt führte die vom preußischen Finanzministerium erteilte Genehmigung wieder einen „Freihafen“ einzurichten, der am Rheinufere zwischen dem stationären Rheinkran und dem Schlossbereich lag. Hierfür wurden zwischen Rheintor und Bergerhafen 1834 die notwendige Infrastruktur mit Lagerhalle und Pierbereich eingerichtet.
Mit Beginn der Industrialisierung Deutschlands Mitte des 19. Jahrhunderts ergaben sich auch für die weitere Entwicklung Düsseldorfs zusätzliche vielfältige neue Möglichkeiten. Diese betrafen zwar überwiegend die anschließenden Stadtteile aber auch deren Anschluss an die Altstadt. Auf dem Stadterweiterungsplan von 1854 ist die Altstadt als eigenständiger Stadtteil neben der Carlstadt, Pempelfort, der Neustadt und der Friedrichstadt zu erkennen.
Nach dem Brand des Stadtschlosses 1872 wurde die Ruine 1882 von der Stadt Düsseldorf erworben. Danach wurden die Reste des Schlosses einschließlich des nicht abgebrannten Südflügels bis 1892 eingeebnet und der Schlossplatz vergrößert. Lediglich der Schlossturm war vom Abriss nicht betroffen und gehört noch heute zu den Wahrzeichen der Stadt.
Bei der Erweiterung der Altstadt nördlich der Rittergasse entstanden im 19. Jahrhundert vor dem neuen Sicherheitshafen einige neue Straßen. 1875–1879 wurde die Kunstakademie an der Eiskellerstraße errichtet. Dieses Gebäude war der Ersatz für die bis zum Brand 1872 im Düsseldorfer Schloss untergebrachte Königlich-Preußische Kunstakademie. Die bereits 1769 von Kurfürst Karl Theodor als Kurpfürstliche-Pfälzische Academie gegründete Kunstakademie, Keimzelle der Düsseldorfer Malerschule, bekam damit ein eigenes repräsentatives Domizil.
Bis 1884 errichtete Stadtbaumeister Westhofen das sogenannte Neue Rathaus. Dieser Bauteil lag auf der Westseite des Marktplatzes neben dem Grupellohaus auf dem Grundstück des ehemaligen Komödienhauses. Letzteres war 1746/47 errichtet und 1882 abgerissen worden.
Um die Altstadt zum Rhein hin zu öffnen, wurden 1896/1897 die Häuser auf der Westseite der Krämerstraße mit der Rampe für das ehemalige Kohlentor abgerissen. Es folgte die Rheinufervorschiebung in den Jahren 1898 bis 1902. Im Rahmen dieses Projekts wurde eine Rheinuferpromenade einschließlich Uferstraße mit vorgelagerter und tieferliegender Rheinwerft angelegt. Der ältere Teil der Dammstraße ab Schulstraße wurde nach der Anlegung der Rheinuferpromenade umbenannt und gehörte nun zum Rathausufer. Weiterhin wurden neue Gebäude für Verwaltung und Firmensitze sowie hochwertige Wohn- und Miethäuser an der Rheinfront von der Altstadt errichtet. Das Düsselschlösschen, ein bekanntes Weinlokal bis zum Zweiten Weltkrieg, entstand zwischen Rheinwerft und Uferstraße ebenfalls zu dieser Zeit.
Nach dem Abriss von Palais und Wohnhäusern auf der Mühlenstraße wurde 1913 das Amts- und Landgericht in diesem Bereich neu errichtet. Der ehemalige Mühlenplatz mit einer alten Mühle wurde zuerst zum Paradeplatz umgewandelt und im 19. Jahrhundert zum Friedrichsplatz mit der von 1878 bis 1881 errichteten Alten Kunsthalle.
Bedingt durch den steigenden Wohlstand zu Ende des 19. Jahrhunderts bis zum Beginn des Ersten Weltkrieges wurden viele Häuser in der Altstadt in dieser Zeit aufwendig modernisiert und erweitert oder durch prachtvolle Neubauten ersetzt. Die ersten großen Warenhäuser, das Warenhaus Hartoch, Baujahr 1896, Warenhaus Tietz, Baujahr 1907–1909 und das Carsch-Haus, Baujahr 1913–1915, wurden ebenfalls in oder am Rande der Altstadt errichtet. Nach dem Weltkrieg wurde von 1922 bis 1924 als erstes Hochhaus das Wilhelm-Marx-Haus gebaut, das am Rande der Altstadt liegt. Dieses in Eisenbeton ausgeführte Bauwerk mit einem Stahlskelett war vermutlich das erste derartige Bauwerk in Europa und ist noch heute eines der Wahrzeichen der Stadt.

### Nach 1945

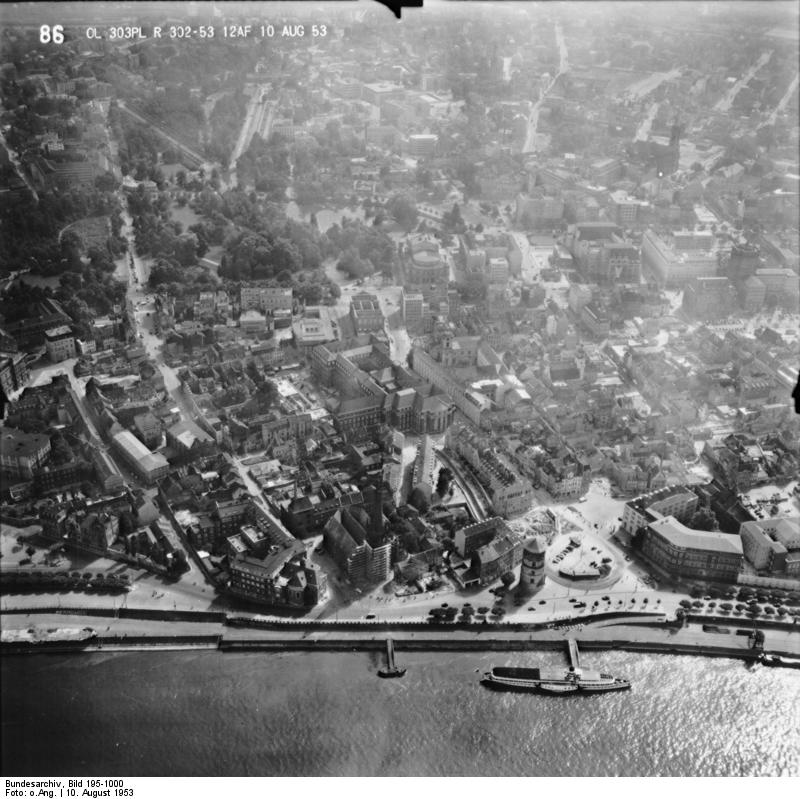
Ein Blick auf die Düsseldorfer Altstadt bei der Rheinbefliegung am 10. August 1953 zeigt die durch Luftangriffe im Zweiten Weltkrieg gezeichnete Altstadt.

Im Zweiten Weltkrieg waren auch in der Altstadt viele Gebäude durch Luftangriffe zerstört worden. Nach Ende des Krieges wurden diese Gebäude häufig am alten Standort und mit historischer Fassade wiederaufgebaut. Daneben wurden aber auch in der Altstadt viele Gebiete für Bebauung mit den zugehörigen Straßen und Plätzen stark verändert. Insbesondere wurde am Rande der Altstadt die Verkehrsführung dem modernen Autoverkehr angepasst und später wurden einige Straßen im Kernbereich in Fußgängerzonen umgewandelt. Dies betraf besonders folgende Abschnitte:
- Bereich Rheinufer mit der Anpassung an den Autoverkehr. Ab 1990 wurde diese oberirdische und stark befahrene Straße in einen Rheinufertunnel verlegt, Fertigstellung Ende 1993; durch die Verlagerung des Autoverkehrs in den Tunnel wurde die Altstadt wieder über die neue Rheinuferpromenade zum Rhein frei für Passanten zugängig.[90]
- Bereich zwischen Schlossturm und Beginn Altestadt aktuell Emilie-Schneider-Platz genannt; von der Krämerstraße, die zu den ältesten der Stadt gehörte, wurden nur noch einige Gebäude auf der ehemaligen östlichen Straßenseite wieder aufgebaut und dabei die Gebäudeflucht nach Osten verschoben; sie gehören nun teilweise zum Stiftplatz, da dieser im nordwestlichen Bereich bis zur Rheinuferpromenade verändert wurde; die Krämerstraße ist somit nicht mehr vorhanden und wurde aufgehoben
- Untere Rheinwerft mit Beendigung des Hafenbetriebes in den 1960er Jahren, Abbau der Verladeeinrichtungen und Umwandlung des nördlichen Bereiches in eine Party-Meile mit offenen Restaurants und Cafés.
- Gebiet im Bereich Friedrichsplatz, nun Grabbe-Platz, mit Abriss der Alten Kunsthalle und den Neubauten für Museums K 20 und Neue Kunsthalle und dem neuen Kay-und-Lore-Lorentz-Platz
- Neuanlegung Schneider-Wibbel-Gasse zwischen Bolkerstraße und Flinger Straße, vormals die Passage des Warenhaus Hartoch
- zwischen altem Standort des Carschhauses/Ende Flinger Straße/Ende Wallstraße und Grabbestraße mit einer veränderten dem Autoverkehr angepassten Straßenführung
- Dammstraße/Schulstraße/Rheinort/Rheinstraße mit Neuanlegung des historischen Bergerhafens ohne Rheinanbindung; dieser Bereich wurde damit gegenüber der Zeit bis 1945 völlig verändert und die Dammstraße wurde überflüssig und aufgehoben
- Heinrich-Heine-Allee mit Vergrößerung des Straßenbereiches für den Autoverkehr und neuem unterirdischen U-Bahnhof
- Erweiterung des Amts- und Landgerichtes bis zur Ratinger Straße
- In vielen Bereichen der Altstadt wurden ab Anfang der 1960er Jahre ursprüngliche Wohn- und Geschäftshäuser zu Bierlokalen, Imbisslokalen und Restaurants umgebaut. Es entstand die sogenannte längste Theke der Welt.
- In den 1970er Jahren gab es eine breite Auseinandersetzung um Expansionspläne des Mannesmann-Konzerns, denen einige Jugendstil-Häuser an der Berger Allee zum Opfer fielen[91]

### Ab Ende des 20. Jahrhunderts
Gegen Ende des 20. Jahrhunderts begann eine weitere Umbau- und Neubauphase für Düsseldorf, die auch die Altstadt betraf und aktuell noch betrifft. Diese Änderungen sind Folge der Verlagerung von Amts- und Kommunalgebäuden aus der Altstadt in andere Stadtbezirke, Abriss alter kleinerer Gebäude zwecks Errichtung neuer moderner Gebäudekomplexe und die Vergrößerung des Museums K20.
Durch die Verlagerung von Amts- und Kommunaleinrichtungen wurden alte Gebäude frei, deren weitere Nutzung, Umbau oder Neubau auch zurzeit noch nicht abgeschlossen ist. Dies betrifft beispielsweise die Gebäudebereiche von „Theresienhospital“ an der Altestadt, das als Hospital 1977 geschlossen und von Spätherbst 2011 bis Anfang 2014 zu Luxuswohnungen umgebaut wurde, das alte „Stadthaus“ und das „Amts- und Landgericht“ an der Mühlenstraße, sowie das „Arbeitsamt“ an der Fritz-Römer-Straße. Das Gebiet zwischen Grabbe-Platz und Ratinger Straße wurde durch die Erweiterung des Museums K20 und der neuen Gebäudekomplexe Ratinger Straße Nr. 19/21, 23 und 25 Anfang des 21. Jahrhunderts bereits neu gestaltet.
Seit August 2012 wurden alle Gebäude nördlich des alten Amts- und Landgerichtes zwischen Liefergasse und Neubrückstraße bis zur Ratinger Straße abgerissen. Lediglich ein am alten Gerichtsgebäude anschließender Gebäudeteil mit einem zusätzlichen Fassadenteil bis etwa Mitte Liefergasse blieb vom Abriss ausgenommen. Dies gilt auch für die Fassade des ehemaligen Palais Spinrath, Ratinger Straße 15, die wegen ihres Denkmalschutzes ebenfalls erhalten blieb. Unter dem Bezeichnung „Andreasquartier“ errichtete ein Immobilien-Investor auf dem Gelände neue Gebäude mit 267 Luxuswohnungen mit Tiefgaragen sowie einem Parkbereich im Innenhof. Zusätzlich wurden im umgebauten ehemaligen Amts- und Landgericht, das nun Hyatt-Haus Düsseldorf genannt wird, 102 „Serviced Apartments“ eingerichtet. Mit halbjähriger Verspätung erfolgte am 11. Oktober 2017 mit einem „Grand Opening“ die Eröffnung und der Beginn der Bewohnung der Anlage.
Ebenso umgebaut wurde das alte Stadthaus ab Anfang der 2010er Jahre. Die Mahn- und Gedenkstätte Düsseldorf blieb im neuen Gebäudekomplex erhalten und das neue Hotel Medici wurde errichtet und ist seit März 2015 in Betrieb. Das ehemalige Schulgebäude an der Lambertusstraße 1, zuletzt von der Stadt als Verwaltungsstelle genutzt (Rechnungsprüfungsamt), war vom Schwamm befallen, wurde von der Stadt verkauft und bis 2016 mit luxuriösen Neubauwohnungen umgebaut.

### Die Altstadt heute
Obwohl die Altstadt nur 0,23 % der Stadtfläche ausmacht, befinden sich hier auf engem Raum wichtige Institutionen der Stadtverwaltung, Kultureinrichtungen wie die Kunstsammlung Nordrhein-Westfalen, die Kunsthalle, der Kunstverein, die Kunstakademie und das Kom(m)ödchen sowie zahlreiche kirchliche Einrichtungen. Bis auf das Rathaus befinden sich diese Einrichtungen im nördlichen Teil der Altstadt. Im mittleren Teil der Altstadt, insbesondere im Bereich der Bolkerstraße und der umliegenden Straßen und Gassen liegen die meisten der zahlreichen Kneipen und Restaurants, die ein großer Anziehungspunkt für Einheimische und Touristen sind.
Daneben ist die Altstadt auch ein beliebter Einkaufsort. Mit dem Carsch-Haus verfügt der Stadtteil über ein Luxuskaufhaus. Neben verschiedenen bekannten Einzelhandelsketten gibt es zahlreiche Geschäfte und Boutiquen, die nicht-alltägliche Waren anbieten. Die Flinger Straße ist eine der meistfrequentierten Einkaufsstraßen Deutschlands und weist einen hohen Filialisierungsgrad auf. Die als Fußgängerzone gestaltete Straße spricht vor allem ein junges Publikum an.

Mit dem Bau des Rheinufertunnels 1993 entstand eine drei Kilometer lange Promenade entlang des Rheins, die eine Attraktion für Fußgänger, Skater und Fahrradfahrer ist. Im Bereich der Altstadt ab Burgplatz befinden sich zahlreiche Gaststätten vor den Kasematten der ehemaligen Werften, ergänzt um weitere gastronomische Einrichtungen auf permanent vor Ort liegenden Rheinschiffen.
Anfang Juni 2016 berichteten Medien, die Polizei habe einen Terroranschlag in der Düsseldorfer Altstadt, bei dem 10 Terroristen der islamischen Terrororganisation IS aktiv werden sollten, verhindert. Es bestätigte sich  später, dass es tatsächlich konkrete Anschlagspläne des IS auf die Düsseldorfer Altstadt gab.

## Sehenswürdigkeiten

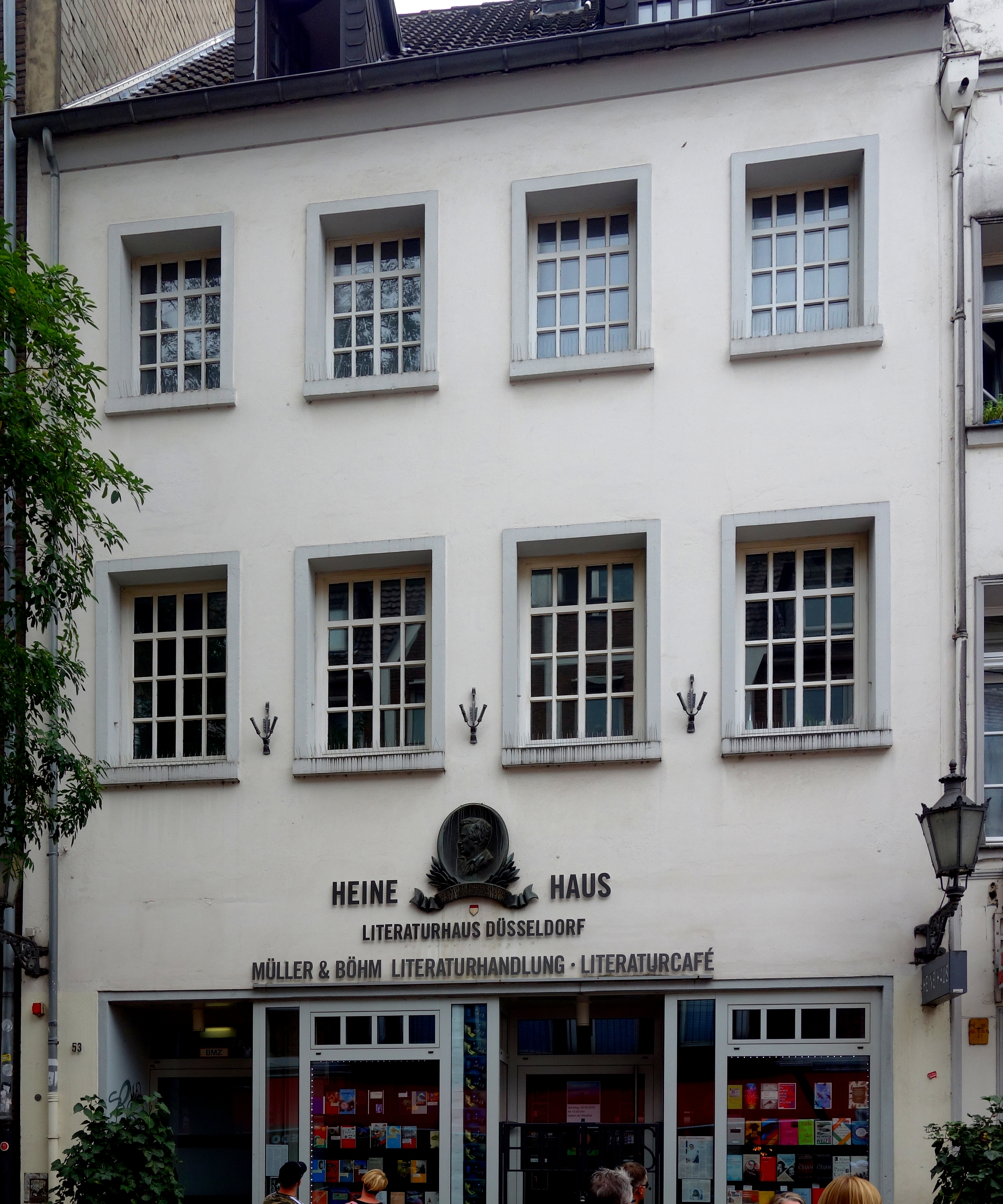
Geburtshaus von Heinrich Heine, Bolkerstraße 53 in Düsseldorf

Von überregionaler Bedeutung ist die Kunstsammlung Nordrhein-Westfalen. Die Dichte von Kneipen und Restaurants, davon viele mit Außengastronomie zur Straße, lassen, insbesondere an Sommerwochenenden, südländisches Flair aufkommen. Auch die historischen Gaststätten und Brauereien sind sehenswert. Der Schlossturm kann besichtigt werden, er beherbergt das Schifffahrtsmuseum (Düsseldorf), das die Geschichte der Rheinschifffahrt seit der Römerzeit darstellt. Ebenfalls ein städtisches Museum ist die Mahn- und Gedenkstätte Düsseldorf an der Mühlenstraße (siehe die Liste der Museen in Düsseldorf).
Das wohl älteste Bauwerk der historischen Kernstadt ist die Basilika St. Lambertus, deren Geschichte bis in das Jahr 1159 urkundlich belegt ist und die 1394 vollendet wurde. Sie ist eine dreischiffige Basilika in rheinischer Backsteingotik.
Vom herzoglichen Schloss ist hingegen nur der Schlossturm auf dem Burgplatz übrig geblieben. Er beheimatet das Schifffahrtsmuseum.
Das Rathaus von Düsseldorf wurde von Heinrich Tussmann 1570 bis 1573 errichtet und erfuhr danach mehrere Erweiterungen und Veränderungen. Direkt davor auf dem historischen Marktplatz befindet sich das Reiterstandbild von Jan Wellem.
Das Grabmal Jan Wellems befindet sich hingegen im Mausoleum der Kirche St. Andreas.
Ebenso in der Altstadt findet man das Geburtshaus Heinrich Heines, welches allerdings nur an der Stelle des abgerissenen Hauses steht, in dem der Dichter geboren wurde. In der nördlichen Altstadt befindet sich das St.-Ursula-Gymnasium, welches eine sehr lange Tradition als Schule des Ordens der Ursulinen hat.
Zum Rhein hin geht die Altstadt in die Rheinuferpromenade über, unter der sich der Rheinufertunnel befindet.
Neben der Kunstsammlung Nordrhein-Westfalen befindet sich auch die Kunsthalle Düsseldorf direkt gegenüber im Stadtteil Altstadt, in der Nähe der Heinrich-Heine-Allee, an deren Südende mit dem Wilhelm-Marx-Haus das erste Bürohochhaus Deutschlands zu finden ist.

## Historische Gaststätten
Die wohl bekannteste Düsseldorfer Kneipe ist die Hausbrauerei Zum Uerige unweit des Rheinufers.
Als Treffpunkt der Kunstszene der nahe gelegenen Kunstakademie gilt hingegen die Brauerei im Füchschen, in der etwa Joseph Beuys ein oft gesehener Gast war.
Die langlebigste Tradition dagegen hat sicher „En de Canon“.
Das Brauhaus Schumacher kann in seiner Geschichte bis in das Jahr 1838 zurückblicken und ist für sein besonders herbes Bier bekannt.
Weitere bedeutende Kneipen in der Altstadt sind:
- das Brauhaus zum Schlüssel
- Zum Schiffchen
- Benders Marie

## Panorama

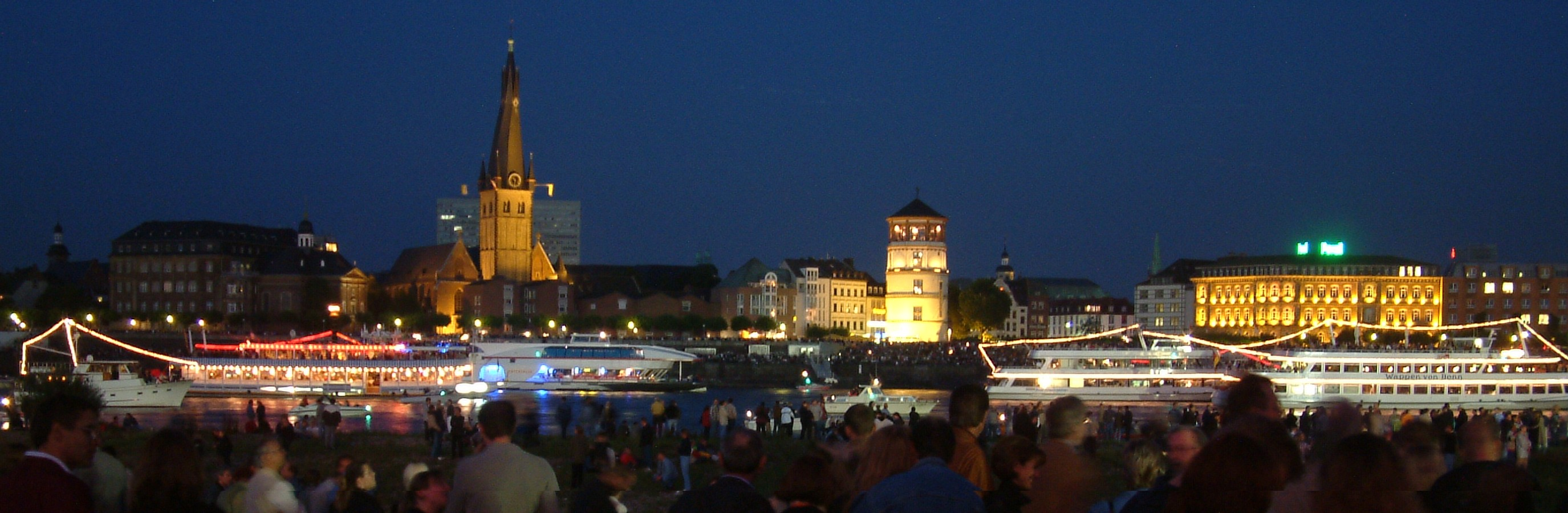
Düsseldorf, Das Rheinpanorama der Altstadt